# Enfonsament del Titanic
L'enfonsament del RMS Titanic va ser una catàstrofe marítima que va tenir lloc la nit del 14 al 15 d'abril de 1912, quan el transatlàntic britànic Titanic —de la naviliera White Star Line-, que realitzava el seu viatge inaugural entre Southampton i Nova York, va xocar contra un iceberg en l'oceà Atlàntic enfront de les costes de Terranova. El xoc es va produir en el costat d'estribord a les 23:40 del 14 d'abril, la qual cosa va provocar l'enfonsament del buc en menys de tres hores, a les 02:20 del 15 d'abril. Van morir 1513 persones per cops diversos, caigudes, ofegament o hipotèrmia, la qual cosa va convertir aquest naufragi en el més fatal de l'època i en una de les més grans tragèdies marítimes en temps de pau. Nombroses personalitats van morir durant el naufragi, entre les quals es trobaven els milionaris Benjamin Guggenheim i John Jacob Astor IV.
El Titanic va ser construït sota la iniciativa de J. Bruce Ismay el 1907 i dissenyat pels enginyers navals Thomas Andrews i Alexander Carlisle en les drassanes de Harland and Wolff a Belfast. Es va construir entre 1909 i 1912 i quan es va acabar, era el vaixell més gros i luxós mai construït. La construcció es va ajustar a la d'un buc gairebé idèntic, l'RMS Olympic. El Titanic tenia setze compartiments estancs que servien per protegir el buc de les avaries importants. Els mitjans de comunicació li donaven una imatge de buc fiable encara que, contràriament a la llegenda distribuïda després de l'enfonsament, mai s'havia considerat insubmergible.
El naufragi va provocar una commoció al món sencer, sobretot a Nova York i al Regne Unit. Després de l'enfonsament, es van crear diverses comissions de recerca i llurs conclusions es van utilitzar per millorar la seguretat marítima, especialment a través de nous reglaments. Diversos factors es combinaven per explicar tant l'enfonsament com l'elevat nombre de passatgers que no van poder sobreviure. El buc no disposava de suficients bots salvavides, i la tripulació mai havia estat entrenada per enfrontar-se a aquests casos. Com a resultat, l'evacuació dels passatgers va ser mal organitzada. El comportament del capità Edward Smith també va ser criticat, sobretot perquè havia mantingut el vaixell a una velocitat massa alta, donades les condicions de navegació. Les circumstàncies meteorològiques i climàtiques també van tenir un paper determinant.
L'enfonsament ha donat lloc a nombrosos mites i llegendes sobre l'RMS Titanic.

## Abans de l'enfonsament

### Travessia

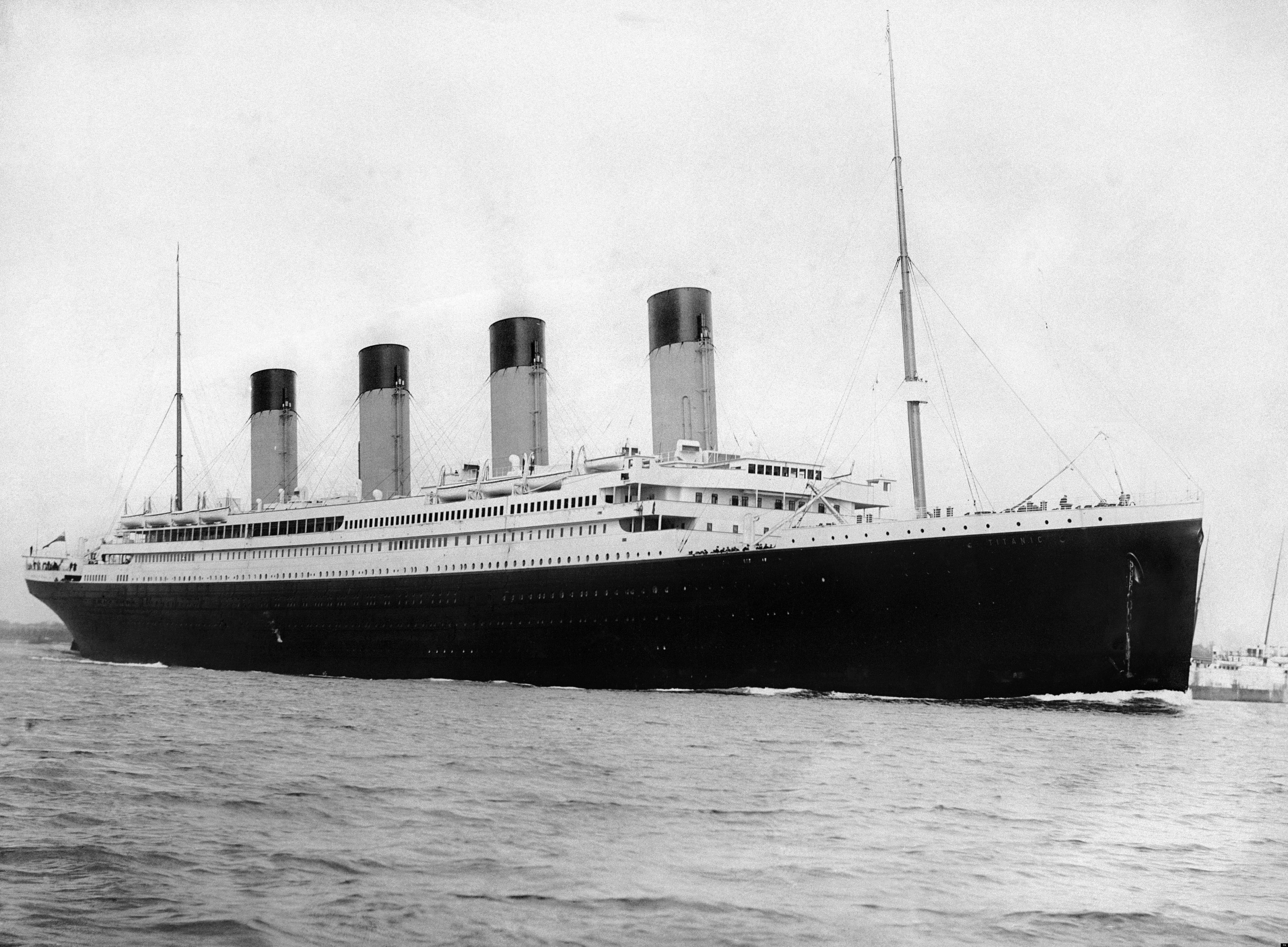
El RMS Titanic sortint de Southampton el 10 d'abril de 1912.

El Titanic va salpar de Southampton el dimecres 10 d'abril de 1912 al migdia; va arribar a Cherbourg a França a les 18.30 i a Cobh, a Irlanda, l'11 d'abril de 1912 a les 11:30. Els irlandesos que van embarcar eren majoritàriament passatgers de tercera classe, immigrants als Estats Units. En aquell moment hi havia al voltant de 2227 persones a bord del Titanic, encara que és impossible determinar el nombre exacte a causa de cancel·lacions d'última hora i la presència de passatgers clandestins.

Itinerari previst pel RMS Titanic. La «X» assenyala el lloc de l'enfonsament.

Thomas Andrews va ser el primer passatger a pujar a bord de l'embarcació a Southampton. J. Bruce Ismay, president de la White Star Line, va embarcar una mica més tard. Molts passatgers famosos van pujar en aquest port, entre ells Isidor Straus, propietari dels grans magatzems Macy a Nova York. A Cherbourg, van embarcar altres passatgers importants, com John Jacob Astor IV (besnet de John Jacob Astor), un empresari dels més rics entre els passatgers, Margaret Brown, una activista dels drets humans, i Benjamin Guggenheim, un magnat de la indústria del coure que viatjava amb la seva amant.

### Informes sobre icebergs

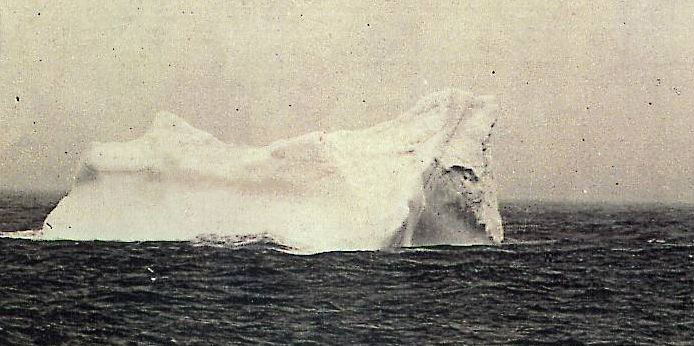
Un dels icebergs que es creu va poder xocar el Titanic

El 14 d'abril, quan el Titanic ja havia recorregut 1451 milles (2335 km), l'informe del RMS Caronia, al voltant de les 09:00, va assenyalar alguns icebergs en 42°N, 49°W i 51°W. A la tarda, tres vaixells, l' RMS Baltic, l' SS Amerika i el Noordam 1902 van informar sobre icebergs en el mateix lloc. Aquesta mateixa tarda, un cinquè vaixell, l' SS Californian, va enviar el mateix missatge, però la tripulació no el va tenir en compte i el Titanic va continuar navegant a la mateixa velocitat. A les 19:30, el vaixell va rebre tres nous missatges del Californian assenyalant grans icebergs. A les 21:40, quan la temperatura era sol d'uns pocs graus, el Mesaba també va enviar un avís d'icebergs, però aquest últim no es va lliurar al pont de comandament. A les 22:00, els dos guaites en servei van ser substituïts per Frederick Fleet i Reginald Lee; la temperatura exterior era de zero graus, i l'aigua hi arribaria una mitja hora més tard. A les 22:55, quan el Californian estava atrapat en el gel a 20 milles al nord del Titanic, el seu operador de ràdio, Cyril Evans, va enviar un missatge a tots els vaixells de la rodalia. En el Titanic va ser interceptat per l'operador de ràdio Jack Phillips, que li va respondre:
| « | Calla, calla! Estàs interferint amb el meu senyal! Estic ocupat! Estic en comunicació amb Cap Race! | » |

 Mitja hora més tard, l'operador de ràdio del Californian no era en el seu lloc.

## Naufragi

### Col·lisió

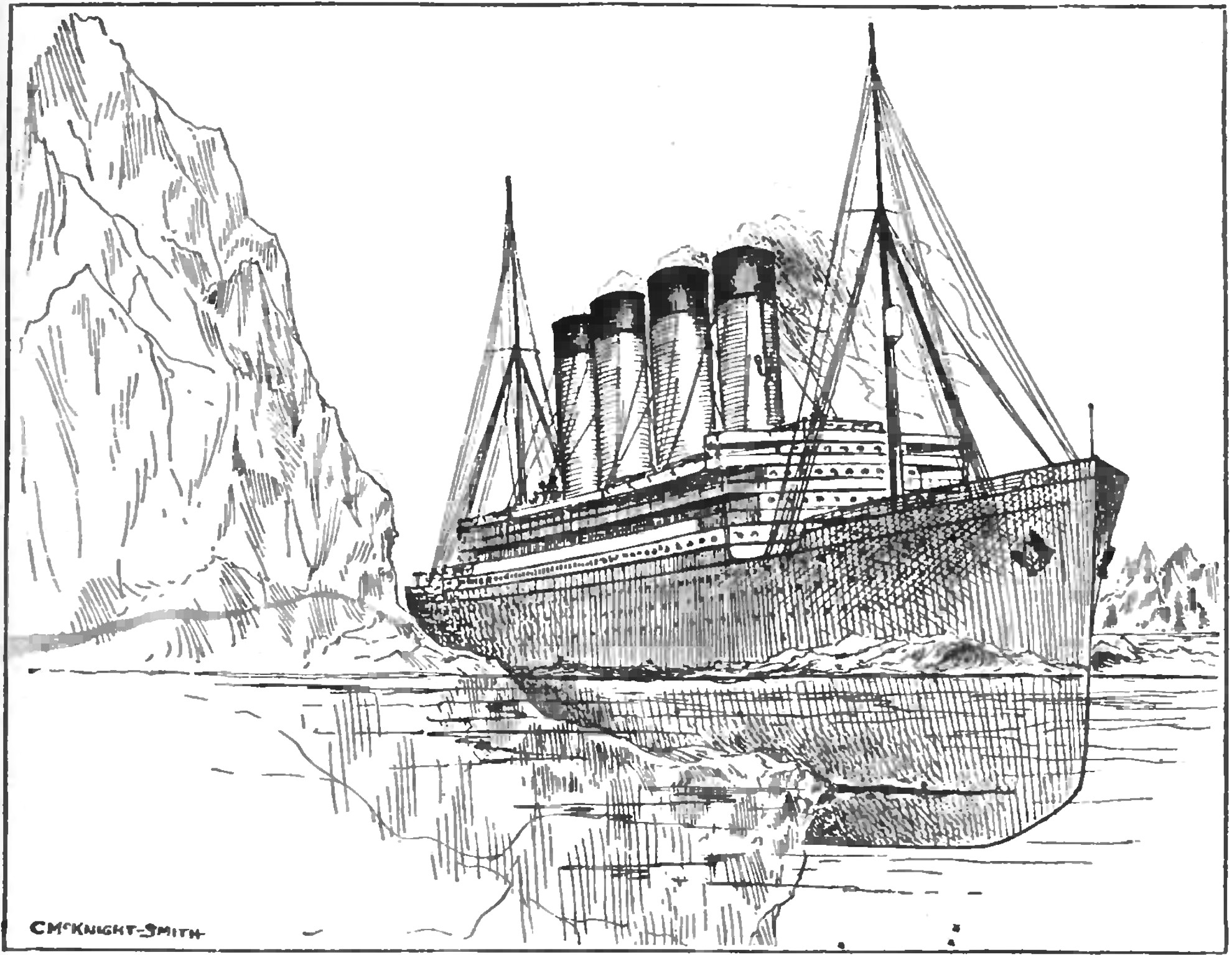
Il·lustració de l'època, que mostra la hipòtesi segons la qual l'iceberg va ocasionar un tall en el casc del vaixell, aquesta hipòtesi es contradiu amb el descobriment de les restes del naufragi el 1985.

A les 23.40, a 41°46'N i 50°14'W, el Titanic avançava a 22,5 nusos (41,7 km/h). El vigia Frederick Fleet va veure un iceberg davant a menys de 500 metres i amb una elevació d'uns 30 metres sobre el nivell de l'aigua, i va fer sonar la campana tres vegades i va telefonar immediatament al pont de comandament. El sisè oficial, James Paul Moody, va rebre la trucada i va remetre immediatament el missatge al primer oficial de guàrdia William McMaster Murdoch, que va fer virar el buc cap a babord (a l'esquerra) i, per tant, va donar l'ordre de girar el timó a estribord (dreta): «Hard a'starboard» Hi ha algunes discrepàncies entorn del que va passar a continuació. Murdoch molt probablement també va fer aturar les màquines El cap controlador Frederick Barrett declararia posteriorment que a ell se li van transmetre ordres pel telègraf indicant «Stop». El personal de la sala de màquines també va ser unànime en aquest sentit, confirmant la parada.
Uns 37 segons després, la nau va girar, encara que va xocar contra l'iceberg a estribord. El xoc va ser de manera més aviat intermitent que un contacte continu i va fer que es deixessin anar els reblons de les planxes de l'obra viva per 100 m de l'eslora i es va obrir una via d'aigua en el casc a 5 m sota la línia de flotació. Les portes estanques es van tancar immediatament per ordre de Murdoch per evitar l'augment de les inundacions. Malgrat això, l'aigua va començar a inundar els primers cinc compartiments. El Titanic només podia surar amb quatre dels seus compartiments plens d'aigua. Així, una vegada que els primers compartiments estaven completament inundats, l'aigua desembocava en el següent. La proa del Titanic va començar a enfonsar-se (el vaixell va prendre un angle negatiu). A les 23:50, el nivell del mar havia augmentat 4 metres en la proa i els primers cinc compartiments estancs estaven començant a inundar-se així com la sala de calderes.

Diagrama del rumb del Titanic durant la col·lisió amb l'iceberg.
Recorregut de la proa
Recorregut de la popa

El capità Smith va notar la col·lisió mentre era a la seva cabina. Va anar immediatament al pont i en va ser informat per Murdoch. Després va ordenar parar les màquines i va enviar el quart oficial, Joseph Boxhall, a investigar. L'oficial va fer una inspecció ràpida, no va destacar res i va tranquil·litzar el capità, el qual va demanar, no obstant això, una inspecció més detallada al fuster del grup de garantia, John H. Hutchinson, que va descobrir una via d'aigua a la sala de correus i una rebufada xiulant a la sala de cadenes.
El capità va cridar llavors Thomas Andrews, l'enginyer que havia dissenyat el buc, i els dos homes van fer una nova inspecció. Van descobrir que la sala de classificació de correu era plena d'aigua. Andrews va comprendre llavors que cinc compartiments ja estaven inundats i que això condemnava la nau a un inevitable enfonsament. A continuació, es va establir un pronòstic: el vaixell s'enfonsaria en una hora o dues com a màxim. A les 00:05, la pista d'esquaix, situada 10 metres per sobre de la quilla, era sota l'aigua. A les 00:20, l'aigua ja envaïa les cabines de la tripulació en la part davantera de la coberta E.

### Senyals de socors

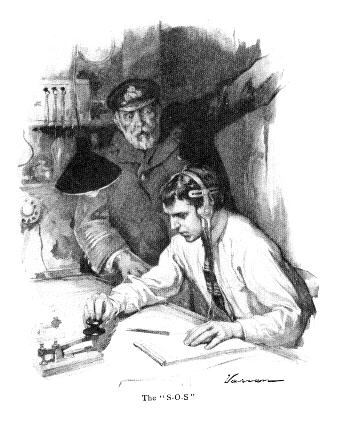
El capità Edward Smith fa transmetre missatges de socors a Jack Phillips (il·lustració de 1912)

A les 00:10, el quart oficial Boxhall va considerar la posició del buc a 41°46'N, 50°14'W. A les 00:15, quan ja no hi havia esperances, va fer la primera trucada de socors via radio sobre la longitud d'ona de 600 metres: el senyal CQD (Copy Quality Distress). A les 00:45, es va llançar la primera bengala de socors i el senyal CQD es va convertir en SOS. L'RMS Carpathia, un transatlàntic que es trobava a 58 milles (93 km), va rebre el senyal de socors i es va posar a tot vapor per intentar socórrer al Titanic. No obstant això, el Carpathia era lent, uns 14 nusos, encara que aquella nit va batre el seu rècord i va arribar als 17,5 nusos, però encara era una velocitat molt més lenta que la d'altres bucs, i la presència de gel el va retardar encara més.
Diversos bucs, aparentment, van percebre o van escoltar aquests senyals. De fet, un oficial de guàrdia a bord del SS Californian va veure les bengales blanques del Titanic, però no va entendre el seu sentit d'urgència. L'operador de radio d'aquest buc va anar a dormir poc abans que s'enviés el missatge de socors del Titanic. Entre els bucs que van rebre el SOS, estava l'RMS Olympic —vaixell bessó del Titanic—, però es trobava a més de 500 milles (926 km) i li era impossible arribar a temps. També el Mount Temple el va escoltar, però es trobava a 49 milles (78 km), mentre que el Frankfurt estava a 153 milles (246 km), i els bucs Birma, RMS Baltic i Virginian estaven, respectivament, a 100, 243 i 178 milles. Es van continuar llançant bengales a intervals regulars fins a la 1:40. El mateix es va fer amb les trucades de SOS, que es van enviar fins a les 2.17 h.

### Evacuació dels passatgers

#### Organització

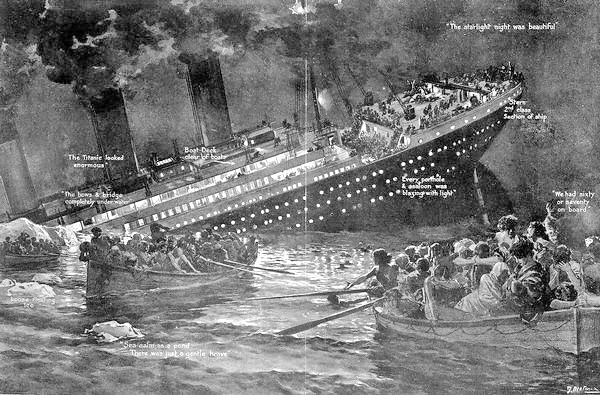
Il·lustració del naufragi del Titanic.

A les 00:05, el capità Smith va fer reunir a la tripulació i va ordenar llevar les lones dels bots salvavides. Mentrestant, a la primera classe, només uns pocs passatgers s'havien adonat que el buc havia aturat els motors. Els cambrers van passar llavors per les cabines per convidar als passatgers a que agafessin roba d'abric, se'ls va lliurar una armilla salvavides i se'ls va demanar que anessin a la coberta de bots del vaixell. Per tranquil·litzar els passatgers, la tripulació els va assegurar que es tractava d'un simulacre. Només uns pocs passatgers es van dirigir a la coberta del vaixell per muntar en un bot. La majoria no es va inquietar i va romandre durant llarg temps a l'interior del Titanic. L'evacuació dels passatgers en els bots es va organitzar de la següent manera: el primer oficial William McMaster Murdoch va ser responsable de tots els bots que es trobaven en el costat d'estribord —és a dir, tots els bots amb un número imparell, a més dels plegables A i C—, i el segon oficial, Charles Lightoller, es va fer responsable de tots els bots situats a babord (tots els bots amb un nombre parell i a més els plegables B i D).
Per garantir que l'evacuació fos ordenada, va ser vital mantenir l'energia elèctrica del buc durant el major temps possible. No obstant això, l'aigua freda que s'introduïa en la nau podria fer explotar les calderes a causa del canvi de temperatura. Els calderers es van mobilitzar per treure el vapor d'aigua de les calderes. El vapor es va purgar per les xemeneies, i va crear un soroll ensordidor a la coberta, la qual cosa va molestar als operadors de ràdio per emetre el senyal de socors. Els oficials encarregats de la preparació dels bots es van veure forçats a cridar o comunicar-se per senyals. El soroll va anar disminuint gradualment, fins a desaparèixer a les 00:40.

#### Inici lent de l'evacuació
A les 00:25, es va ordenar embarcar primer les dones i els nens en els bots salvavides. Al mateix temps, l'orquestra va començar a tocar en la part davantera de la coberta de bots a les ordres del capità Smith, que volia així evitar el pànic. Malgrat això, l'evacuació es va fer molt lenta, ja que la majoria dels passatgers rebutjaven ser embarcats en els bots, en no creure's la realitat de l'enfonsament. La primera classe va tenir òbviament un avantatge per aconseguir un seient en els bots.
El Titanic disposava de vint bots salvavides per a un total de 1178 persones contra les 2227 que hi havia en el buc. Els bots dels números 1 i 2 tenien una capacitat per 40 persones, i els numerats del 3 al 16, per 65 persones. El buc també comptava amb 4 bots plegables identificats amb les lletres A, B, C i D que podien acollir 47 persones.

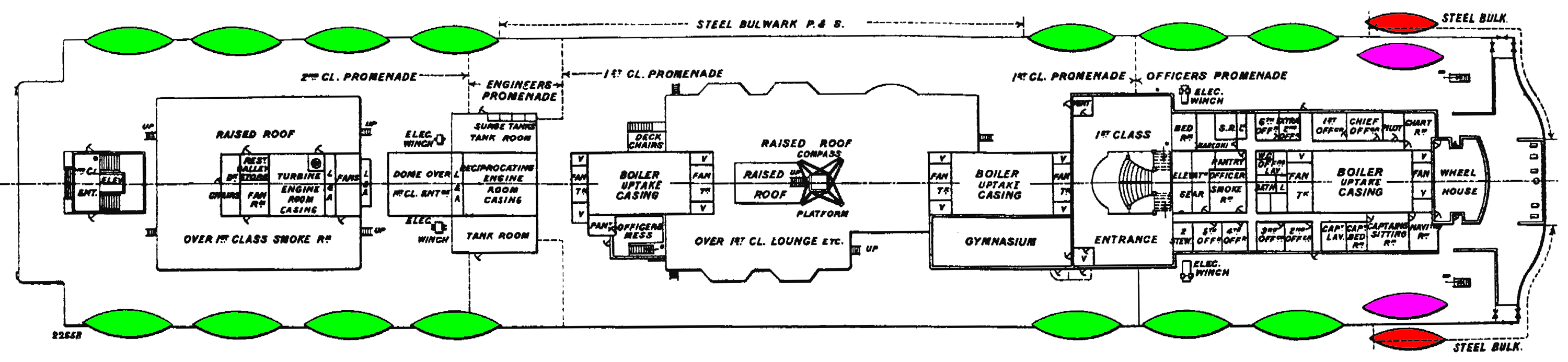
Plànol de la coberta de bots del Titanic, mostrant la ubicació dels bots salvavides en vista aèria. Els bots principals estan marcats en verd, mentre que els bots d'emergència apareixen assenyalats en vermell. Dos dels bots plegables estan indicats en color morat, mentre que els altres dos bots plegables (que no apareixen en el diagrama) es trobaven sobre el sostre de les cabines dels oficials, darrere del pont de comandament.

A les 00:40, el bot número 7 va ser el primer que es va baixar fins al mar per estribord amb 28 persones de les 65 places que disposava. Aquest bot tenia a molts passatgers de sexe masculí, perquè Murdoch va permetre embarcar als homes per compensar el baix nombre de passatgers disposats a pujar-se a un bot. A les 0:43, el bot número 5 es va fer a la mar amb 35 ocupants a bord. Entre el passatge, els homes van ser convidats a pujar, però malgrat això el bot només anava mig ple. A les 00:55, el bot número 3 va partir amb 32 persones, i després, el bot número 1 va ser baixat a la 01:05 amb només 12 persones a bord enfront de les 40 places disponibles. En el costat de babord, el procés era més lent. A la 01:00, el bot número 8 va ser el primer baixat a babord amb 28 persones a bord; entre elles estaven l'aristòcrata anglesa Noël Leslie, comtessa de Rothes (1878-1956) i la supervivent espanyola María Josefa Pérez de Soto i Vallejo (1889-1972). A la 01:10, el bot número 6 va ser baixat per babord amb només 24 persones, entre les quals es trobava Arthur Peuchen, únic passatger masculí del bot. Margaret Brown també va ocupar una plaça en aquest bot.
| Bots   | Hora del llançament al mar | Capacitat | Contingut real | Costat    | Personal d'assistència   |
| ------ | -------------------------- | --------- | -------------- | --------- | ------------------------ |
| Bot 1  | 01:05                      | 40        | 12             | Estribord | Murdoch, Lowe            |
| Bot 2  | 01:45                      | 40        | 18             | Babord    | Wilde, Smith             |
| Bot 3  | 00:55                      | 65        | 32             | Estribord | Murdoch, Lowe            |
| Bot 4  | 01:50                      | 65        | 30             | Babord    | Lightoller               |
| Bot 5  | 00:43                      | 65        | 35             | Estribord | Murdoch, Lowe, Pitman    |
| Bot 6  | 01:10                      | 65        | 24             | Babord    | Lightoller, Smith        |
| Bot 7  | 00:40                      | 65        | 28             | Estribord | Murdoch, Lowe            |
| Bot 8  | 01:00                      | 65        | 28             | Babord    | Lightoller, Wilde, Smith |
| Bot 9  | 01:30                      | 65        | 42             | Estribord | Murdoch, Moody           |
| Bot 10 | 01:50                      | 65        | 34             | Babord    | Murdoch                  |
| Bot 11 | 01:35                      | 65        | 55             | Estribord | Murdoch                  |
| Bot 12 | 01:30                      | 65        | 40             | Babord    | Wilde, Lightoller        |
| Bot 13 | 01:40                      | 65        | 64             | Estribord | Murdoch, Moody           |
| Bot 14 | 01:25                      | 65        | 40             | Babord    | Lowe, Wilde, Lightoller  |
| Bot 15 | 01:40                      | 65        | 65             | Estribord | Murdoch, Moody           |
| Bot 16 | 01:20                      | 65        | 40             | Babord    | Moody                    |
| Bot A  | 02:15                      | 47        | 20             | Estribord | Murdoch, Moody           |
| Bot B  | 02:15                      | 47        | 30             | Babord    | Lightoller               |
| Bot C  | 02:00                      | 47        | 40             | Estribord | Murdoch, Wilde           |
| Bot D  | 02:05                      | 47        | 24             | Babord    | Lightoller, Wilde        |
| Total  |                            | 1178      | 711            |           |                          |

#### Acceleració de l'evacuació dels bots

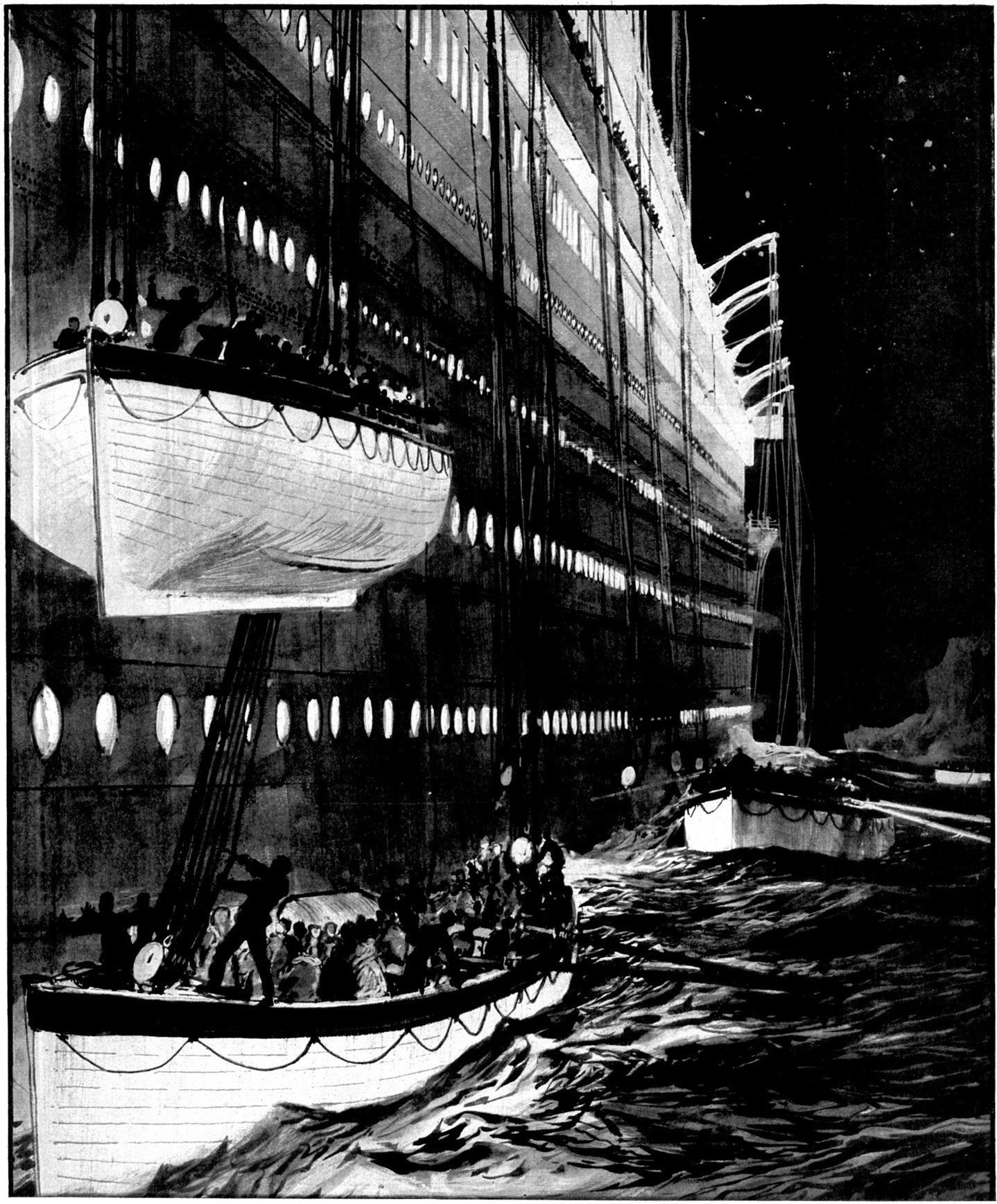
Aquesta il·lustració de Charles Dixon mostra l'evacuació dels passatgers del Titanic enmig de la nit. Conforme passaven els minuts el nerviosisme va anar augmentant i es van viure escenes perilloses: el bot salvavides número 15 va baixar pràcticament damunt del bot número 13, que va haver de maniobrar ràpidament per evitar-ho.

A partir de la 01:15 l'aigua va començar a envair la proa del vaixell i els passatgers, que fins llavors havien romàs incrèduls van començar a abordar la realitat de l'enfonsament, la qual cosa va accelerar l'evacuació a partir d'aquella hora. A més, els passatgers de tercera classe van començar a arribar en gran nombre a la coberta de bots del Titanic. Entre la 01:20 i la 01:30, els bots número 16, 14 i 12 van ser arriats a babord en aquest ordre amb aproximadament 40 persones cadascun. A bord de l'embarcació número 14, el cinquè oficial Harold Lowe va disparar tres trets a l'aire per dissuadir als passatgers, que cada vegada tenien més pànic, tractant de pujar a bord per la força. A estribord, els quatre bots següents van ser arriats entre la 01:30 i la 01:40: els bots números 9 i 11 van partir amb 42 i 55 persones, mentre que els bots números 13 i 15 van sortir amb 64 i 65 ocupants a bord. Els bots 13 i 15 van ser els dos únics que es van omplir a plena capacitat; el bot 15 estava ocupat principalment per homes. Quan el bot número 13 va arribar a l'aigua, va derivar sota el bot número 15, que en aquest moment era baixat cap al mar (com va quedar recollit en la il·lustració històrica que apareix a la dreta). El bot 13 va aconseguir lliurar-se per poc d'un accident.
La diferència de càrrega entre els bots de cada costat s'explica pel fet que a alguns homes se'ls permetien pujar als bots situats a estribord, mentre que els bots de babord estaven estrictament prohibides per als homes. Així, els bots de babord amb només les dones i els nens no es van omplir prou. A la 01:45, el bot número 2 va ser baixat al mar amb sols 18 persones enfront de les 40 places potencials; cinc minuts després, els bots número 10 i 4 es van fer a la mar amb 34 i 30 persones a bord, respectivament. El bot 4 havia començat a carregar-se just al principi de l'evacuació, però es va quedar prop d'una hora parat en la coberta A, perquè no es podien obrir les finestres d'aquesta coberta. Després de tocar l'aigua, aquesta embarcació es va dirigir cap a la part posterior del buc i els seus ocupants van rescatar a sis tripulants de l'aigua. A les 02:00, el bot plegable C va ser l'últim correctament baixat al mar en el costat d'estribord, amb 40 persones a bord de 47 possibles. El president de la White Star Line i armador del Titanic, J. Bruce Ismay, va ocupar una plaça a bord d'aquest bot just abans de ser baixat al mar. Finalment, a les 02:05 el bot plegable D va ser l'últim col·locat amb èxit al mar amb 24 persones a bord. Durant el descens, dos homes van saltar al bot salvavides des de la coberta A, i a continuació, uns minuts després, un altre home va saltar a l'aigua i es va unir a l'embarcació nadant, trobant-se amb la seva esposa que era a bord.

#### Últims moments

Animació que representa l'avanç de l'enfonsament des de la col·lisió amb l'iceberg.

A partir de les 02:05, només quedaven dos bots plegables al sostre de les cabines d'oficials. Amb la finalitat de baixar-los, diversos oficials van intentar fer que els bots llisquessin sobre rems per fer-los caure sobre la coberta del vaixell. La maniobra va reeixir per al bot plegable A d'estribord, i els mariners van fixar el bot als pescants, però el bot plegable B de babord va bolcar de cap per avall, copejant la coberta del vaixell. A les 02:10, el capità Smith va rellevar de la seva funció els operadors de ràdio, Jack Phillips i Harold Bride. El capità va tornar al pont, i al voltant de les 02:15 l'aigua obstaculitzava la part davantera de la coberta de bots i en el pont de comandament. El bot B va partir bolcat a la deriva, mentre que el bot A estava encara unit als pescants, però els mariners van aconseguir deixar-ho anar abans que s'enfonsés. Els bots s'allunyaven del buc i la gent tractava d'aconseguir-los nadant. Una trentena de persones, la majoria membres de la tripulació, van arribar al casc del bot B (vegeu la foto a la dreta), inclòs el segon oficial Charles Lightoller i el coronel Archibald Gracie. Una altra vintena de persones van atènyer el bot A, i algunes van morir de fred durant la nit. De fet, aquest bot era ple d'aigua fins a les bancades.

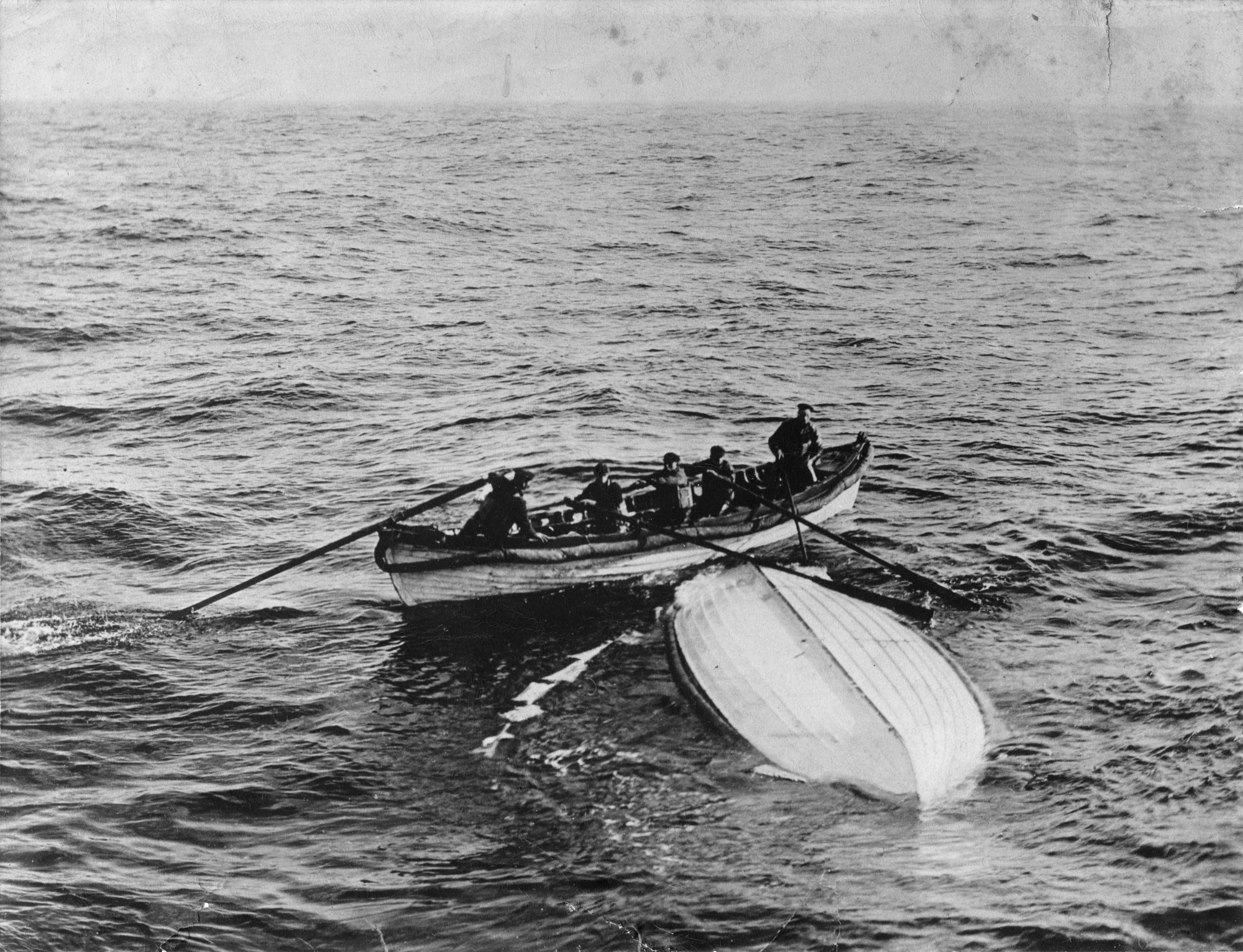
Els mariners del Mackay-Bennett troben el bot plegable B.

A les 02:17 hi ha constància que Thomas Andrews era sol a la sala de fumadors de primera classe, i a aquesta mateixa hora els músics de l'orquestra van deixar de tocar just abans que caigués la xemeneia que hi tenien davant. Poc després, la gran vidriera es va trencar, provocant la destrucció de la Gran Escala i l'aigua va entrar en totes les parts de la zona davantera no inundades encara. A les 02:18, les llums del Titanic van parpellejar per última vegada i després es van apagar. Un moment després, el buc es va partir en dos prop de la tercera xemeneia. A mesura que la proa s'enfonsava ràpidament, la popa surava i s'omplia d'aigua a poc a poc fins a enfonsar-se totalment a les 02:20, 2 hores i 40 minuts després de la col·lisió. La temperatura de l'aigua era llavors de –1 o –2 °C.
Els crits d'agonia llançats pels nàufrags podien ser senit pels vint bots situatsals voltants, i en algunes de les embarcacions es van establir debats sobre la necessitat de tornar al lloc de l'enfonsament. El cinquè oficial Harold Lowe, responsable del bot número 14, va reunir al seu voltant altres quatre bots i va distribuir els passatgers per buidar el seu. A les 03:00, van arribar al lloc del naufragi amb el bot número 14, quaranta minuts després de l'enfonsament. No obstant això, el temps mitjà de supervivència en l'aigua gelada era d'aproximadament uns 20 minuts. El bot va recollir de l'aigua quatre homes, un dels quals va morir a bord.

#### Salvament
Més tard, a les 03:30, els supervivents dels bots salvavides van veure les llums del RMS Carpathia, així com les bengales blaves que llançava. Uns quaranta minuts més tard, el primer bot —el número 2— va ser rescatat pel buc d'assistència. Durant aquest temps, la situació dels bots plegables A i B era precària. Els supervivents a bord del segon, eren dempeus sobre el casc del bot, i s'havient de mantenir en aquesta posició per evitar una bolcada, i finalment es van embarcar en els bots número 12 i 4 que van anar al rescat. Els ocupants del bot A van ser rescatats pel bot número 14, que tornava del lloc de l'enfonsament i, per tant, anava gairebé buit. A les 05:30, el SS Californian, avisat pel Frankfurt, va arribar al lloc del desastre. El bot número 12, sobrecarregat, va ser l'últim rescatat a les 08:30. El segon oficial, Charles Lightoller, va ser l'última persona a pujar a bord del Carpathia. A continuació, el Carpathia va posar rumb a Nova York a les 08:50, i J. Bruce Ismay va telegrafiar la notícia del naufragi del Titanic a la White Star Line.

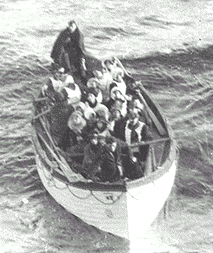
El bot número 6 enfocat des del RMS Carpathia.
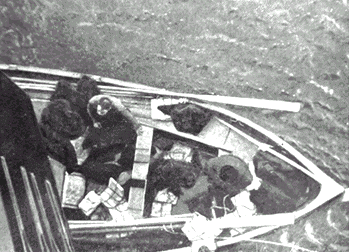
El bot número 1 arriba al  Carpathia , era el menys carregat de tots.
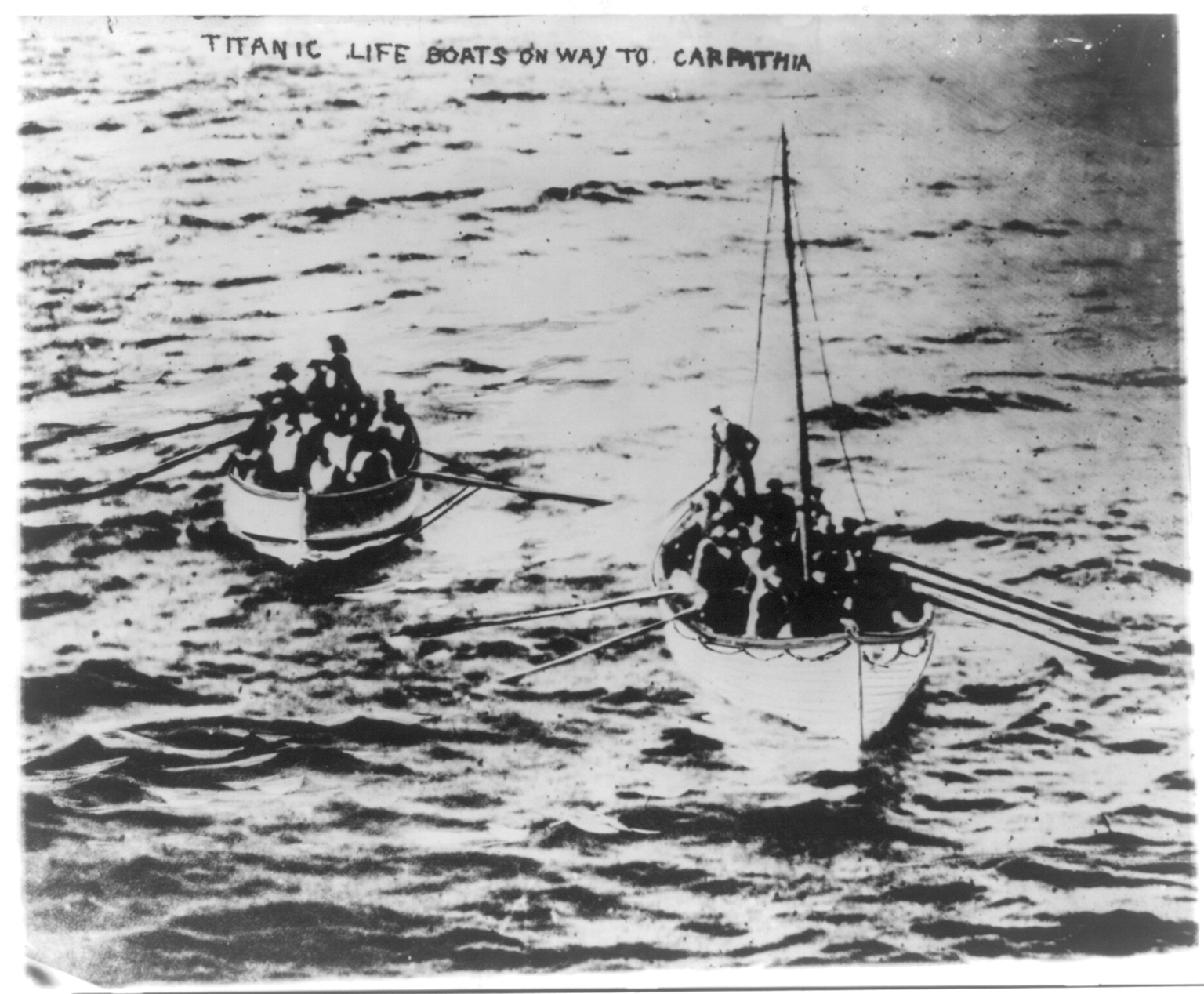
Dos bots es dirigeixen cap al  Carpathia  (a la dreta el bot número 14 i a l'esquerra el bot D).
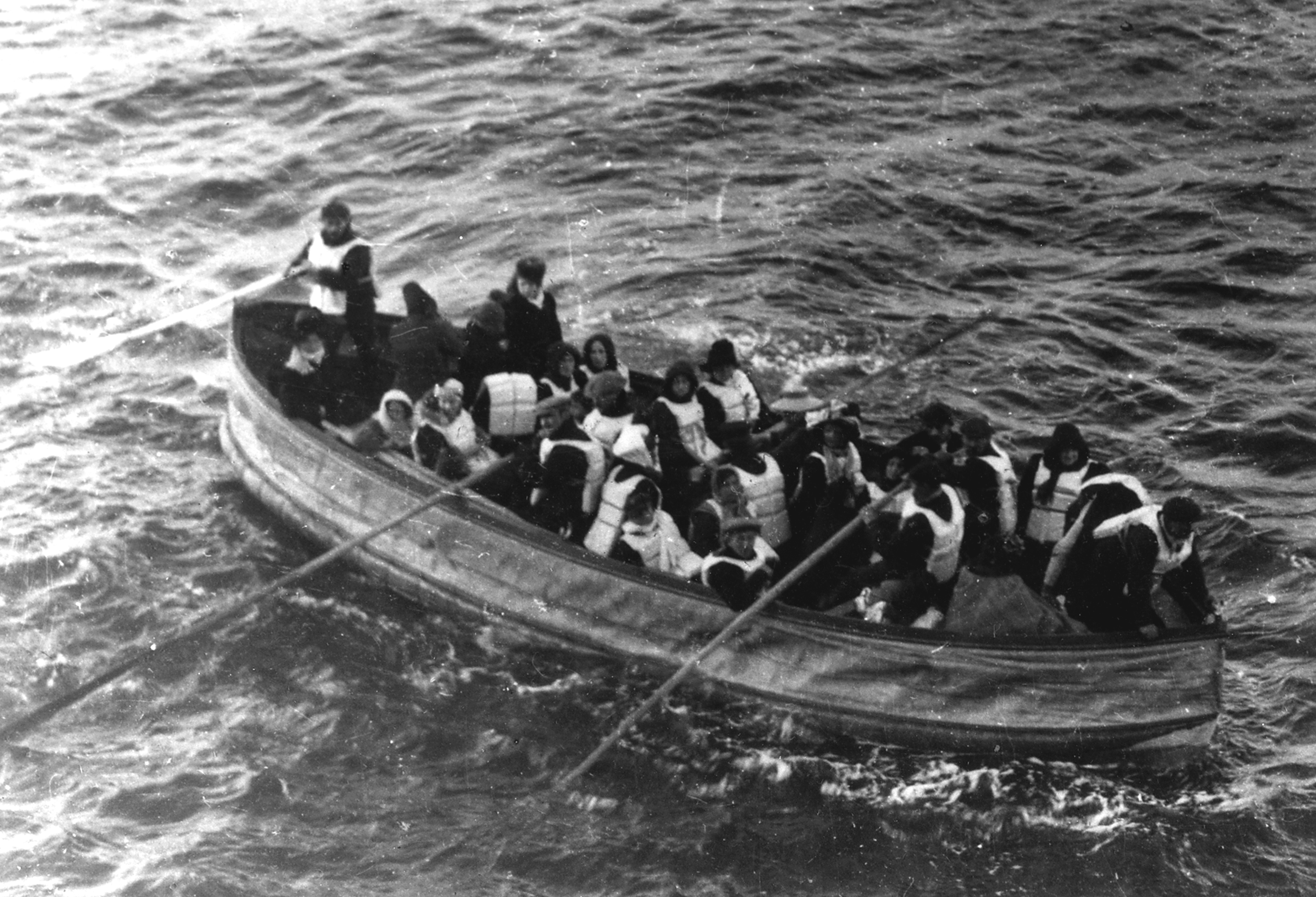
Supervivents en el bot de salvament plegable D.
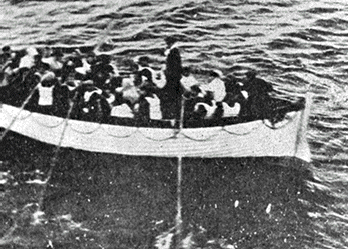
Un bot del Titanic, del què encara existeix algun dubte sobre la seva identitat.
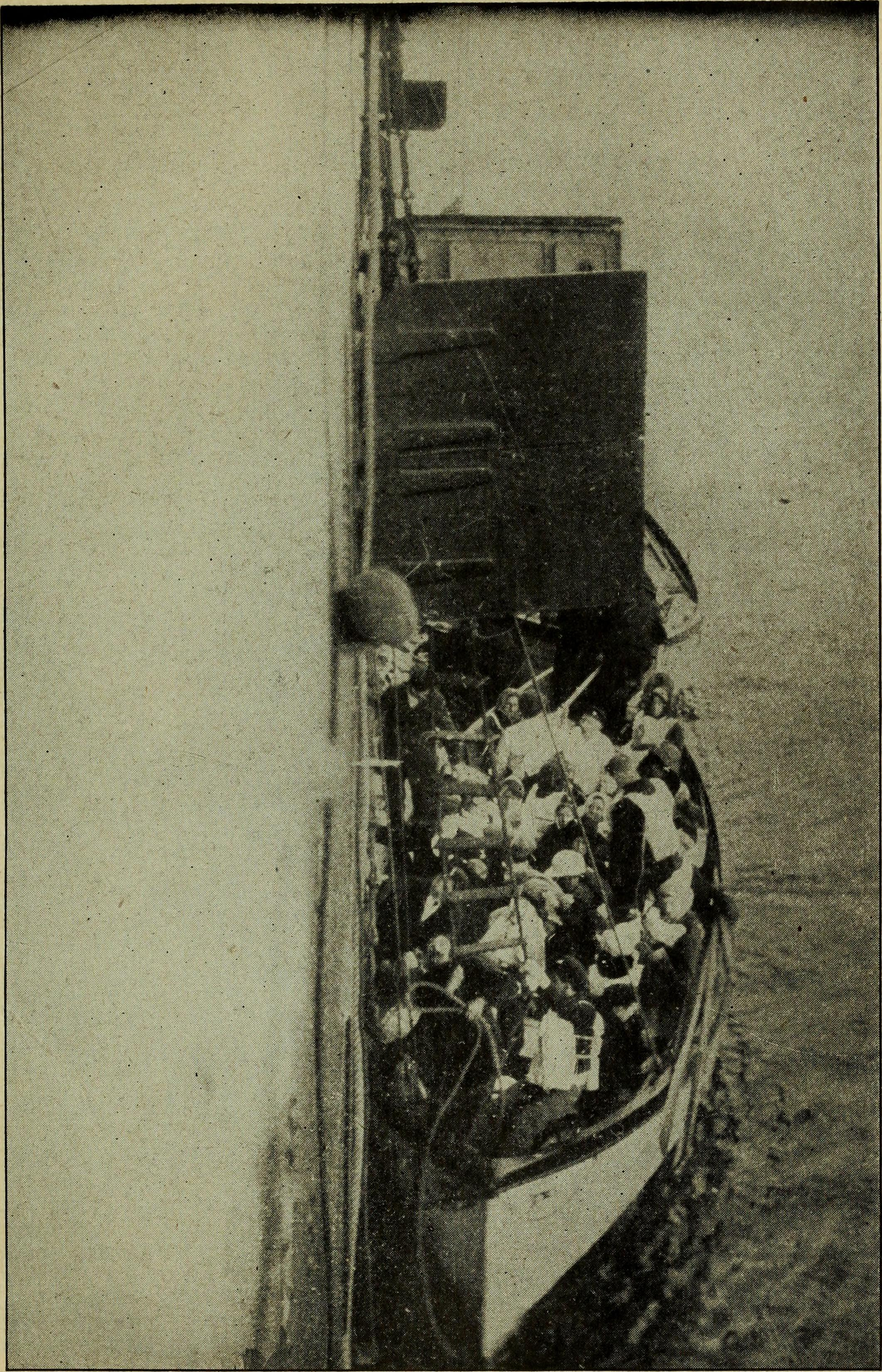
El bot número 12 quan arriba al Carpathia.
El bot número 12 és hissat al Carpathia.
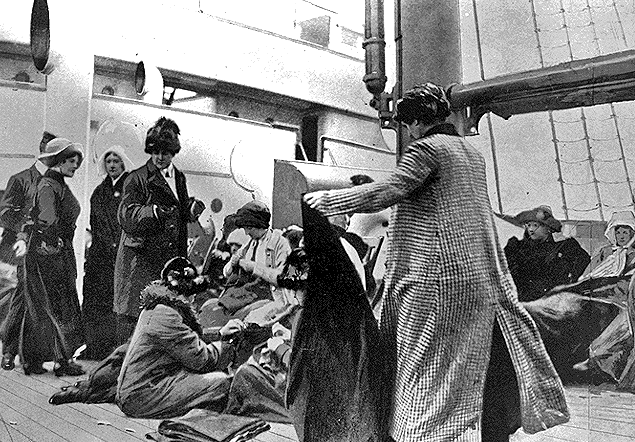
Les dones s'instal·len a la coberta del Carpathia .
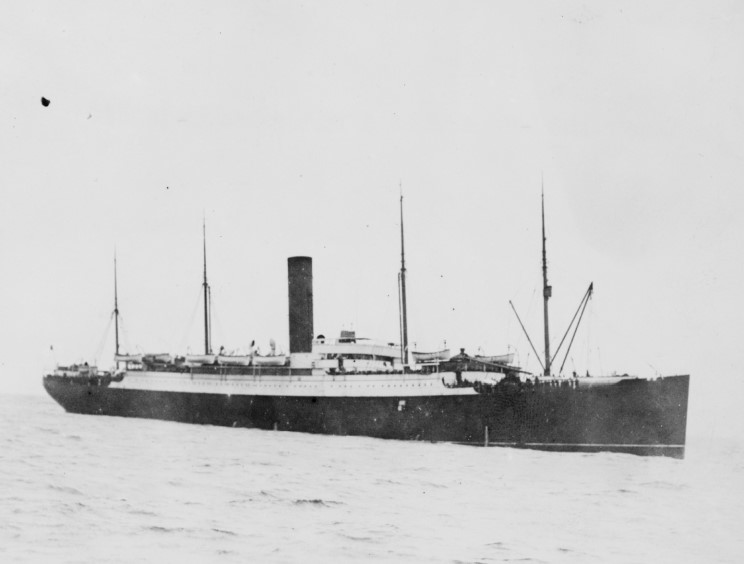
El Carpathia arribant a Nova York amb els rescatats, el 18 d'abril de 1912.
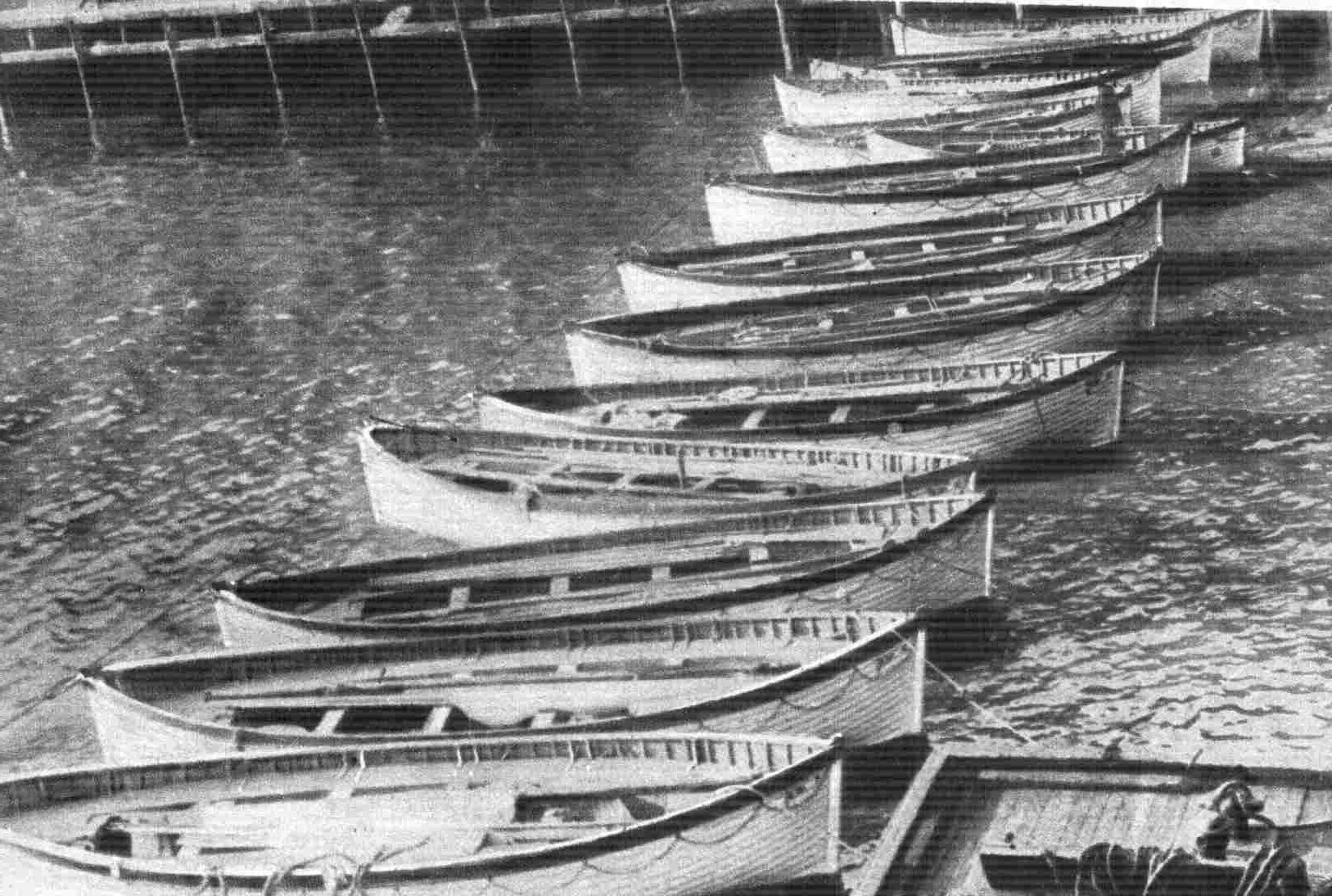
Els tretze bots recuperats pel Carpathia a Nova York.

### Debats sobre el desenvolupament dels successos

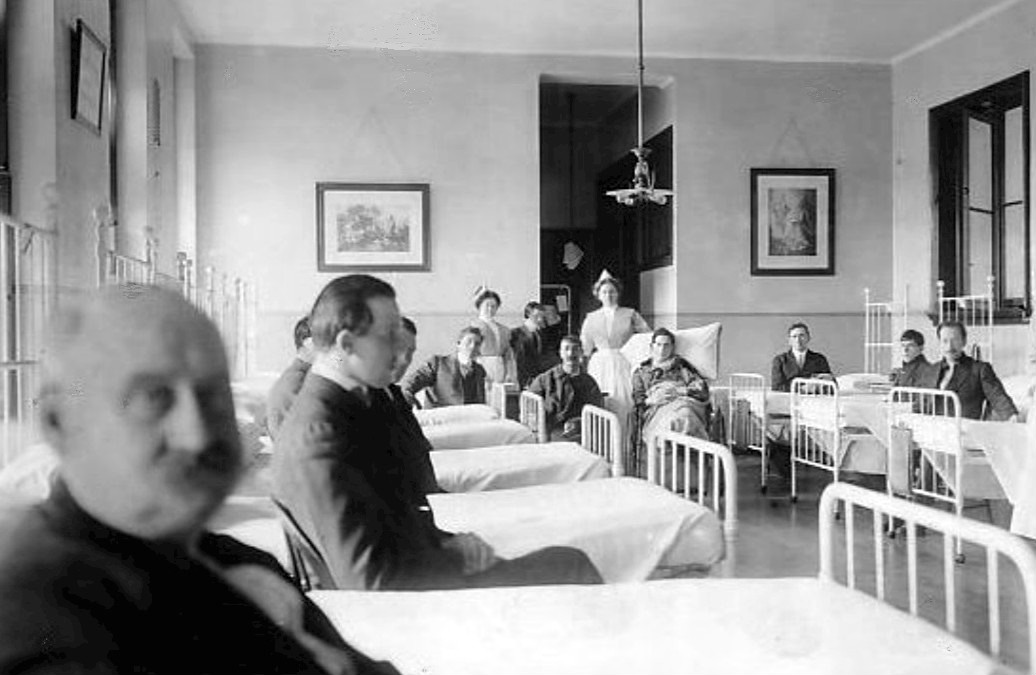
Foto d'alguns supervivents del Titanic que es recuperen a l'Hospital St. Vincent a la ciutat de Nova York.

Després del naufragi, els testimonis sobre alguns punts de l'enfonsament són bastant discrepants. La majoria declaren que el Titanic mai es va partir i es va enfonsar d'una sola peça. Només uns pocs supervivents van dir que el buc s'havia partit en dos, entre ells John Thayer, que era en el casc del bot B, i que era proper al Titanic. No obstant això, Archibald Gracie i Charles Lightoller, que eren en el mateix bot, van afirmar el contrari. La majoria dels mitjans de comunicació i enciclopèdies van considerar al seu moment que el Titanic s'havia enfonsat sense partir-se, versió que es va mantenir fins al descobriment de les restes l'1 de setembre de 1985. Per exemple, en la pel·lícula A Night to Remember de 1958 es va representar l'enfonsament del vaixell sense partir-se en dos. El comitè de recerca nord-americana que es va formar sobre l'enfonsament no va resoldre la qüestió. El Titanic probablement es va partir sota el nivell de l'aigua, o just la superfície.
La majoria dels testimoniatges van dir que l'última cançó interpretada per l'orquestra va ser Nearer, My God, to Thee. No obstant això, altres, entre ells la del ràdio operador Harold Bride, van dir el contrari. Bride va explicar que l'última cançó va ser Autumn, que en realitat es refereix a Songe d'Automne, un vals popular de l'època que formava part del repertori de les orquestres de la White Star Line, però les pel·lícules i novel·les inspirades en el naufragi gairebé sempre solen mostrar Nearer, My God, to Thee com l'última cançó, probablement perquè reflecteix millor el context tràgic.
Un altre debat va sorgir amb l'escora del buc. El contramestre Robert Hichens —que era a càrrec de la roda de timó— va dir que el clinòmetre indicava una escora de 5 graus a estribord, als deu minuts després del xoc. Altres declaracions van indicar que l'embarcació va començar a escorar-se a estribord al principi del naufragi. No obstant això, altres testimoniatges, inclosos els de Lightoller i Gracie, diuen que es va escorar a babord. A estribord és lògic, perquè és el costat pel qual el Titanic va xocar contra l'iceberg. No obstant això, una escora a babord només podria explicar-se pel fet dels compartiments estancs transversals. Al final, la comissió nord-americana va considerar que el vaixell s'havia escorat a estribord, i a continuació, a babord.

### Balanç de xifres

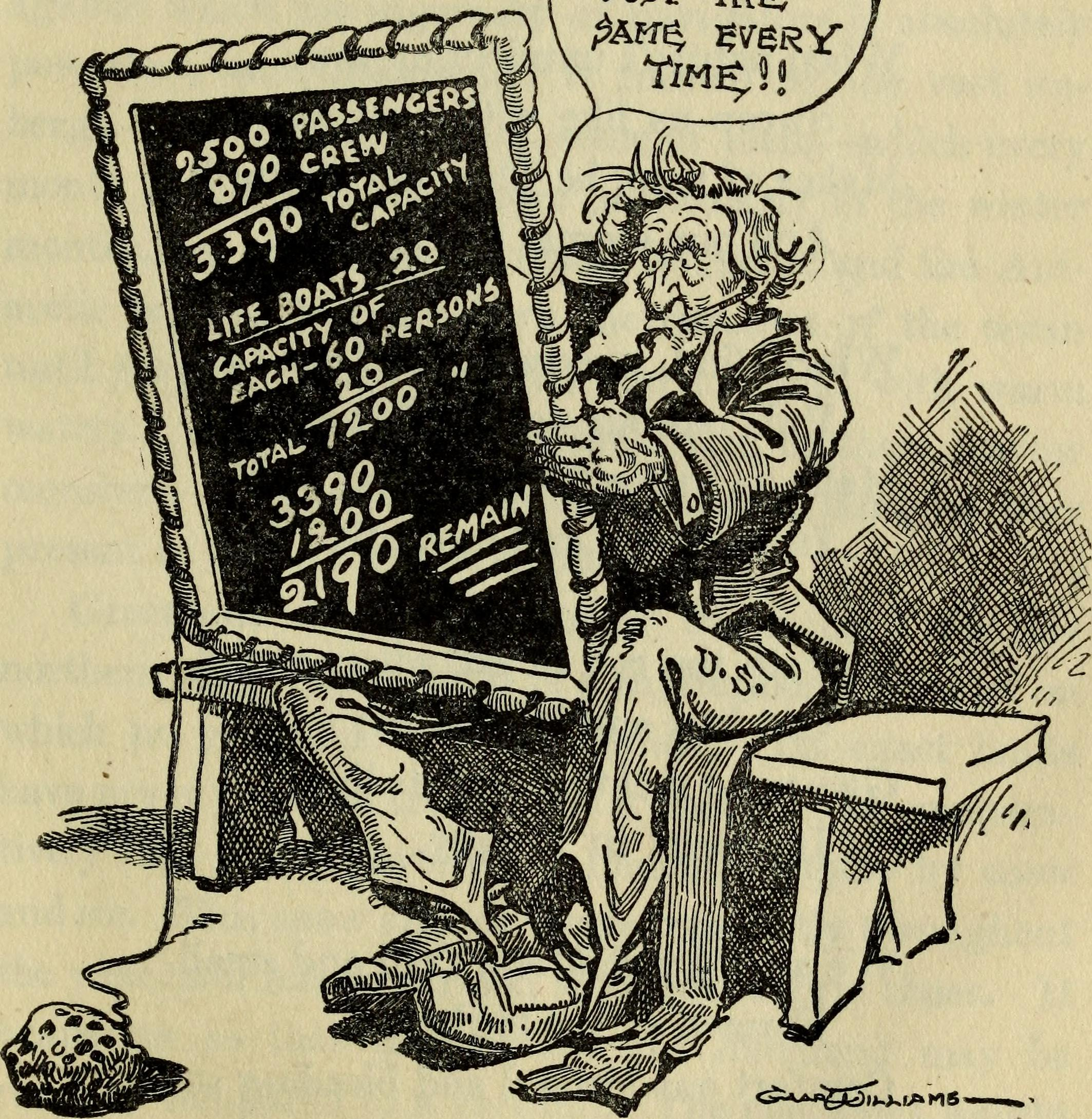
Oncle Sam calculant la capacitat dels bots amb el nombre de passatgers.

Al voltant de 1500 persones van morir en l'enfonsament del Titanic, el nombre oscil·la entre 1491 i 1.513 morts. Per tant, es compten entre 705 i 712 supervivents. Els membres de la tripulació van ser els més afectats ja que el 76 % d'ells van morir, igualment el 75 % de la tercera classe; això es deu a diversos factors: primer, les cabines de tercera classe eren lluny de la coberta on hi havia els bots salvavides, i eren els que tenien major dificultat per accedir-hi. A més, la tercera classe era composta, en la seva majoria, per immigrants i molts d'ells no parlaven anglès i, per tant, van tenir més dificultats per orientar-se pel buc. Molts passatgers de tercera classe es van trobar amb les portes tancades per la tripulació a l'inici de l'enfonsament, com a mesura de seguretat. De la segona classe van ser víctimes del naufragi el 59 % dels passatgers. La gran majoria de les dones van ser rescatades, mentre que els homes de segona classe van ser encara més afectats que els de tercera classe. Quant als passatgers de primera classe, el 60 % va sobreviure. Gairebé totes les dones, i un terç dels homes, representant una xifra molt superior a totes les altres classes. Aquest últim fet es deu al fet que el primer oficial William McMaster Murdoch va acceptar molts homes en els primers bots de salvament. A més en aquest moment, els passatgers que eren a la coberta del vaixell eren de primera classe.
En termes generals, la principal diferència se situa entre homes i dones. Només el 25 % de les dones van morir durant l'enfonsament enfront del 82 % dels homes. No obstant això, més de la meitat dels rescatats eren homes. Entre els nens va haver-hi més víctimes que entre les dones, 53 dels 109 nens a bord van morir. Els nens de segona classe van sobreviure tots, i la mort d'un nen de la primera classe va ser deguda a la negativa dels pares a embarcar-se en un bot. En canvi, la gran majoria dels nens en tercera classe van ser víctimes del naufragi. Algunes famílies van ser completament destruïdes, incloent la més nombrosa embarcada a bord, composta per 11 membres: la parella anglesa Annie Elizabeth Cazaly i John George Sage, i llurs nou fills d'entre 4 i 20 anys.
Les xifres anteriors van ser establertes per la comissió de recerca britànica amb l'ajuda de les proves que van trobar. Els vuit músics de l'orquestra són entre els passatgers de segona classe, ja que no eren part de la tripulació. Es consideren nens els que tenen menys de 12 anys.
Aquestes xifres són només aproximades a causa d'errors i la confusió en els raports. La comissió del Senat nord-americà també va trobar uns resultats lleugerament diferents. A més, hi havia passatgers que van abordar el buc de manera il·legal, i uns altres que havien cancel·lat l'embarcament en l'últim minut. El sexe dels passatgers de vegades ha estat determinat pel nom de la persona i es poden haver donat alguns errors.

### Reaccions dels mitjans de comunicació

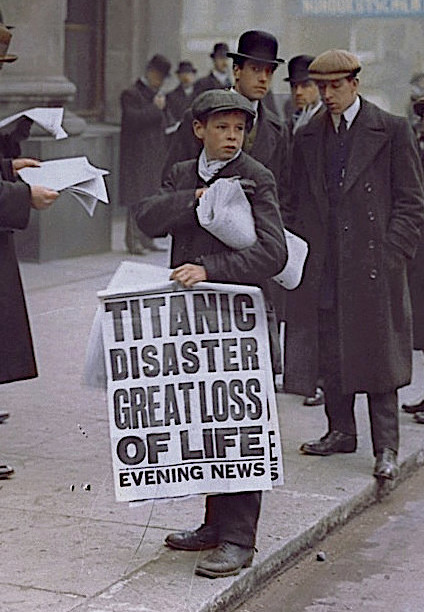
El jove venedor de premsa Ned Parfett anuncia l'abril de 1912 la tragèdia del Titanic, prop de les oficines de la White Star Line a Londres.

La notícia de la col·lisió del Titanic amb un iceberg va arribar a Nova York el 15 d'abril a la 01:20, una hora abans del final de l'enfonsament, a la redacció del The New York Times. No obstant això, el matí de l'enfonsament del Titanic, cap diari no era conscient de la gravetat dels esdeveniments. El New York Evening Sun titulava: «Tots els passatgers del Titanic rescatats després de la col·lisió […]. remolcat a Halifax». El diari explica que els passatgers del vaixell van ser traslladats al Carpathia i al Parisian, i que la tripulació va romandre al Titanic mentre era remolcat a Halifax a l'estat de Nova Escòcia. El 16 d'abril, a Londres, el Daily Mail titulava: «Titanic enfonsat, però no hi ha pèrdues de vides humanes». A Nova York, a les oficines de la White Star Line es tranquil·litzaven els familiars dels passatgers, dient que l'accident no havia sigut tan greu. No obstant això, aquests raports eren falsos, a causa del fet que la notícia del naufragi s'havia transmès d'un vaixell a un altre, amb molta confusió.

Durant el 15 d'abril, a Nova York els rumors cada vegada més insistents afirmaven que el Titanic s'havia enfonsat. La confirmació va arribar a la tarda, al voltant de les 18:00, a les oficines de la White Star Line, gràcies a un missatge del Olympic, el germà bessó del Titanic. Després, una mica més tard, la White Star Line va confirmar oficialment l'enfonsament. A les 21:00, els novaiorquesos es van assabentar que el Carpathia havia recollit només uns set-cents supervivents, la qual cosa indicava que podia haver-hi fins a 1500 morts. L'endemà al matí, The New York Times va informar de l'accident i va publicar una llista inicial dels supervivents, transmesa per l'Olympic. La notícia també va anunciar que el Carpathia arribaria a Nova York amb els supervivents el 18 d'abril. No obstant això, al Regne Unit la notícia del naufragi no apareixeria en els periòdics fins al 17 d'abril. El 18 d'abril, durant el desembarcament dels supervivents del Titanic a les 22:00, més de 40.000 persones hi van ser presents i els periodistes van cobrir l'esdeveniment àmpliament, recollint nombrosos testimoniatges. Per exemple, el The New York Times va llogar un pis sencer d'un hotel per instal·lar-hi una vintena de periodistes, que eren directament en comunicació amb el periòdic per línies telefòniques instal·lades especialment per a l'ocasió.

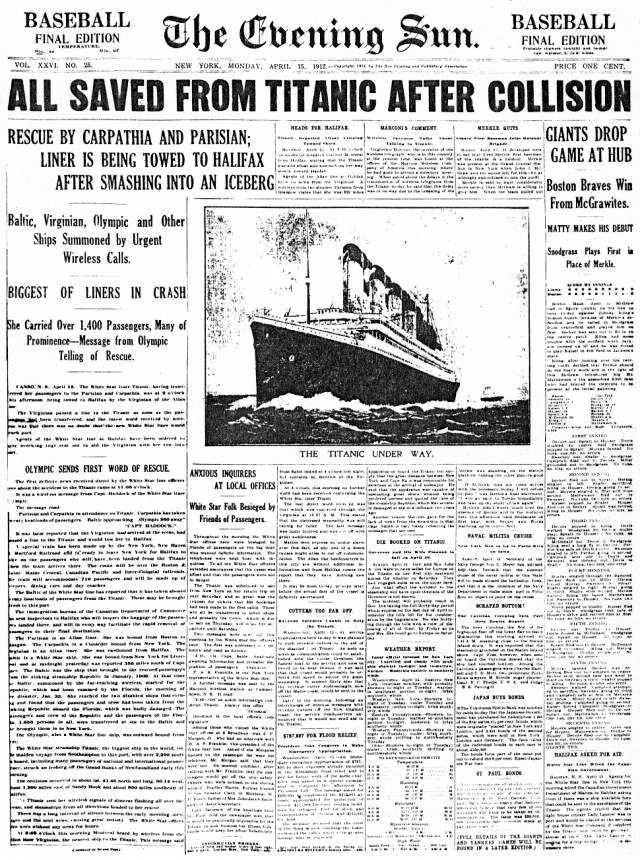
El The New York Evening Sun de data 15 d'abril de 1912.
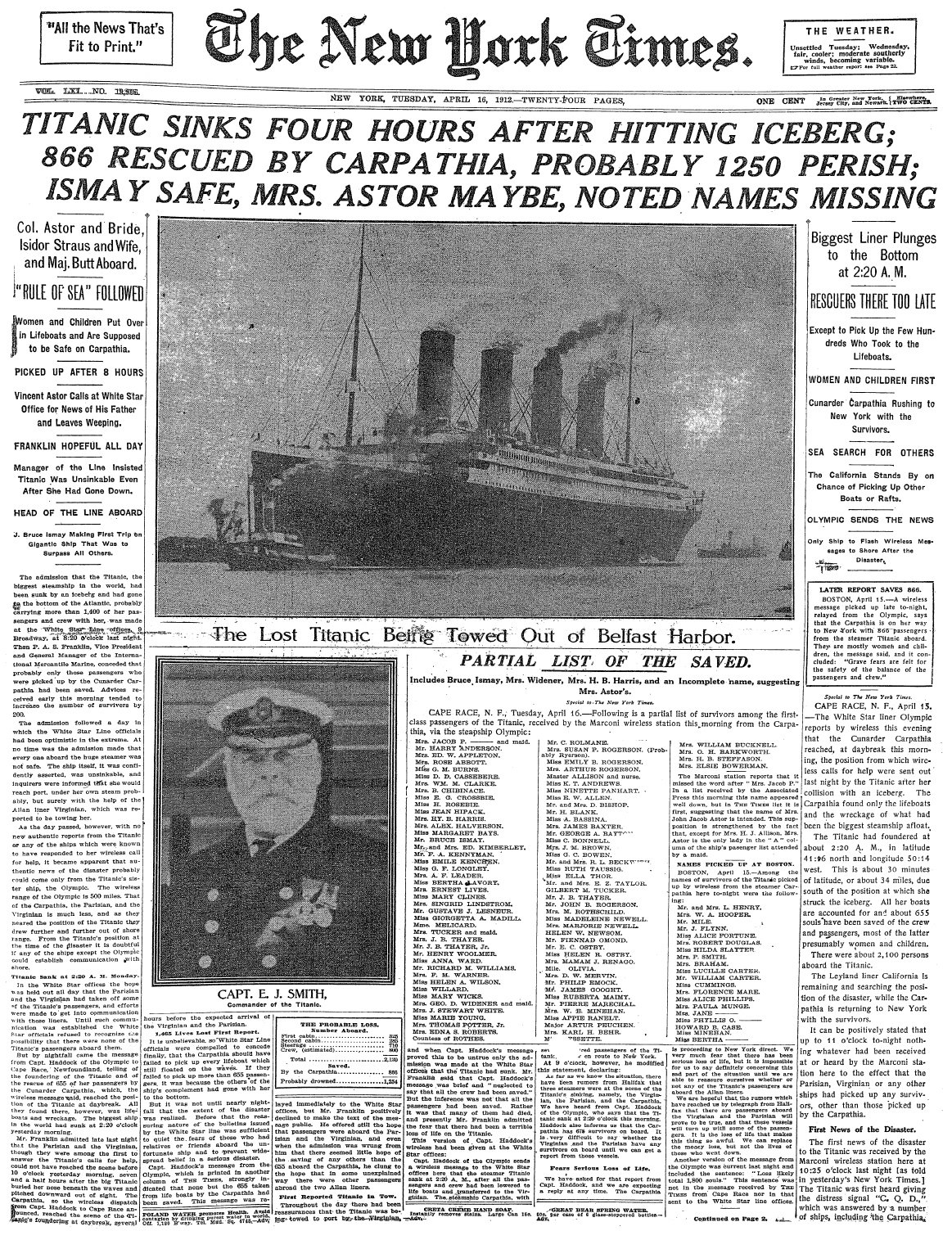
El The New York Times de data 16 d'abril de 1912.
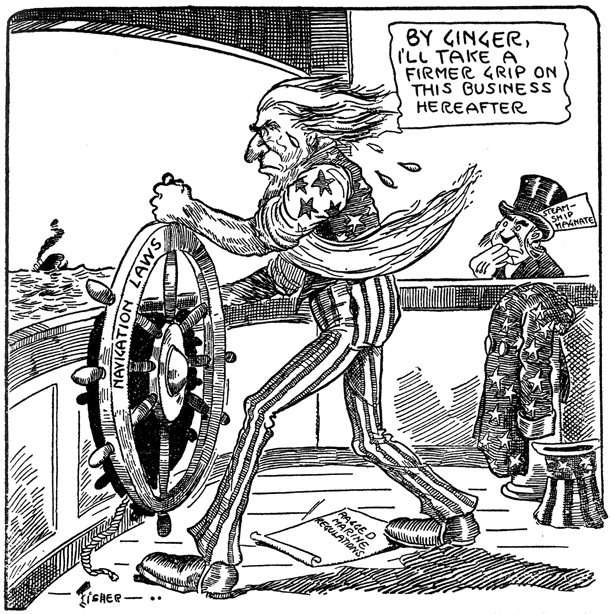
Caricatura "Time to get busy" de Bud Fisher de l'oncle Sam portant el timó de les lleis marítimes en lloc del Magnat.
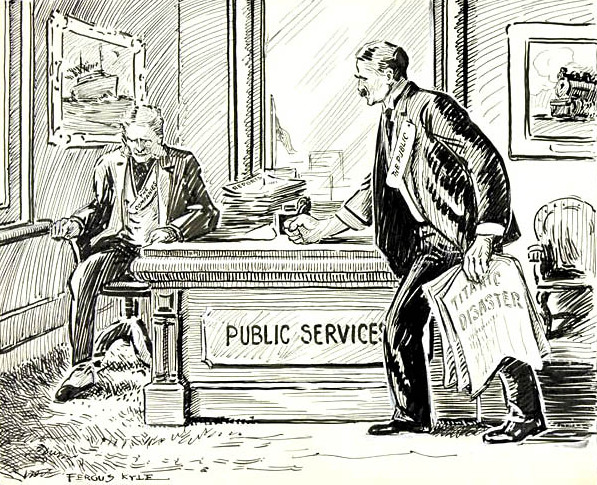
"The Margin of Safety Is Too Narrow!" Caricatura d'un home que representa al "públic" copejant el seu puny en un escriptori de "SERVEIS PÚBLICS" que pertany a un home que representa a "les companyies".

## Cerca de cossos

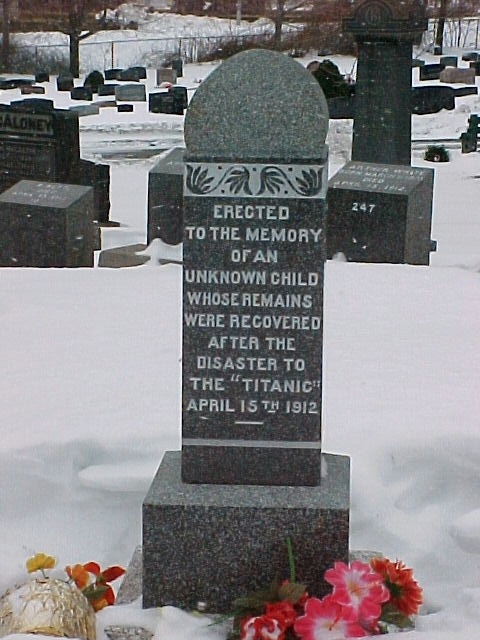
Tomba del nen desconegut.

La White Star Line va llogar quatre vaixells perquè exploressin la zona del desastre i recuperessin els cossos: el Mackay-Bennett, el Minia, el Montmagny i l'Algerine. Entre abril i juny de 1912, els quatre vaixells van recuperar un total de 328 cossos, dels quals 119 van ser retornats al mar per estar massa descomposts per ser identificats. Els rellotges que es van trobar marcaven entre les 02:00 i les 02:20. De les víctimes recuperades va haver-hi 150 que no van ser reclamades pels seus familiars i es troben enterrades en tres cementiris de Halifax: el Fairview Lawn, la Muntanya de les Oliveres i el Baró de Hirsch.
Entre els cadàvers recuperats pel Mackay-Bennett hi havia un nen d'al voltant de dos anys, que va ser l'únic nen recuperat. No va ser reclamat ni va poder ser identificat. Va ser la tripulació del Mackay-Bennett que va ser encarregada de la seva sepultura en el cementiri Fairview Lawn de Halifax (veure foto de la dreta). Després, moltes famílies van estimar que el nen enterrat era familiar seu, i volien que la llosa es canviés. No obstant això, davant l'absència d'una prova verídica, la placa va romandre de manera anònima. L'exhumació i l'anàlisi d'ADN fets en els anys 2001 i 2002 van acabar amb conclusions diferents. Finalment, el 2007, el nen desconegut va ser oficialment identificat com Sidney Leslie Goodwin, un nen d'un any i mig, passatger de tercera classe.

## Monuments
A Nova York, el Titanic Memorial Lighthouse va ser erigit en la part superior de la rectoría dels mariners a South Street, el 1913. Aquest far blanc de 16 metres es va traslladar el 1968 davant del Museu Marítim de South Street. A Washington, al Fort McNair, hi ha el Women's Titanic Memorial, una estàtua de sis metres que representa un home amb els braços estesos. Va ser inaugurada el 26 de maig de 1931 al parc Rock Creek per Helen Herron Taft, vídua del president nord-americà William Howard Taft, en presència del llavors president Herbert Hoover. Sobre la base de l'estàtua es poden llegir dues inscripcions: «Als homes valents que van morir en el naufragi del Titanic, el 15 d'abril de 1912. Ells van donar les seves vides per salvar les dones i els nens. Erigit per les dones d'Amèrica» i «Als joves i vells, rics i pobres, els ignorants i erudits, a tots aquells que noblement van donar les seves vides per salvar les dones i nens».

### Anglaterra

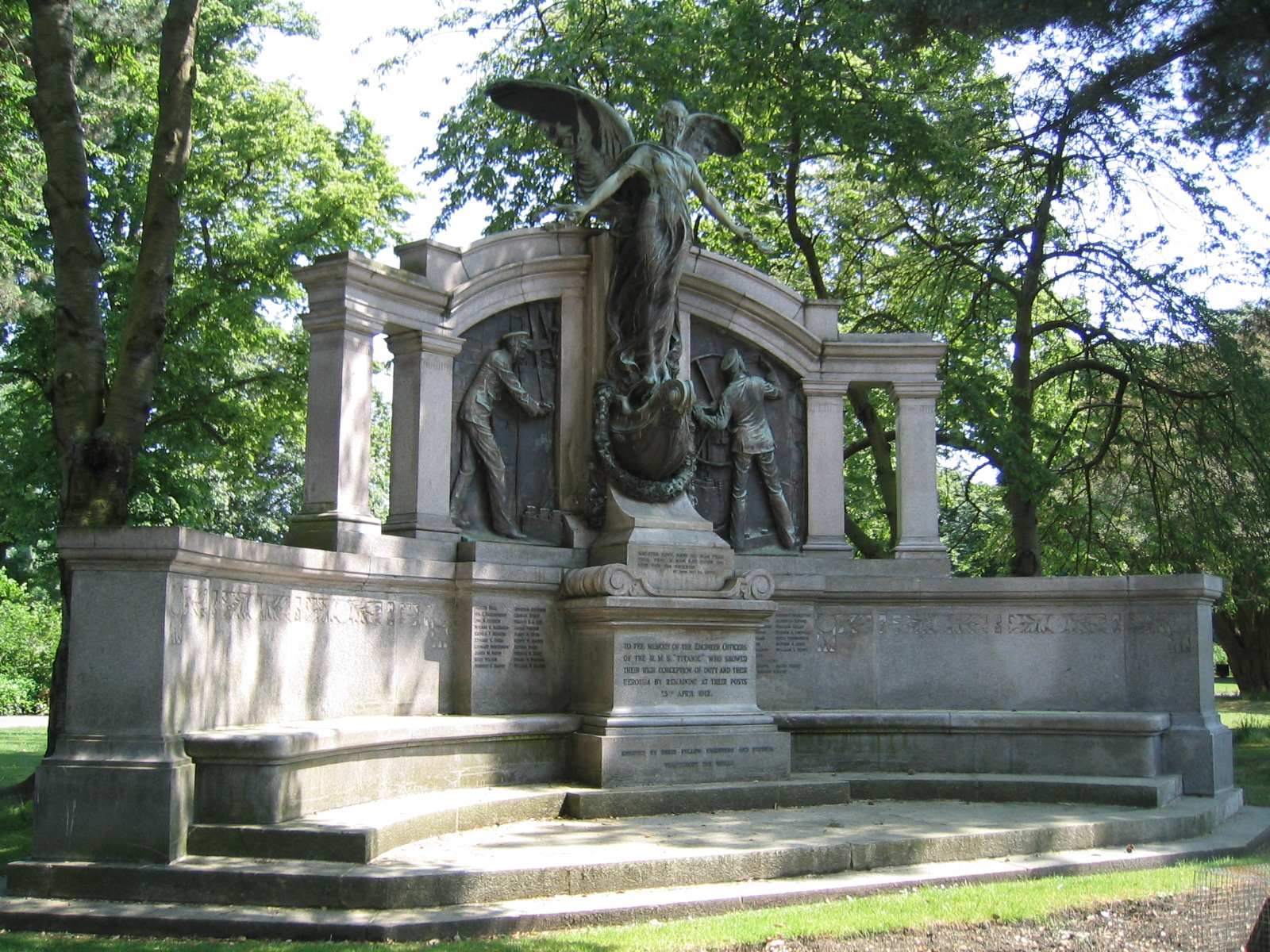
El monument commemoratiu dedicat als mecànics que van perir en el naufragi del Titanic.

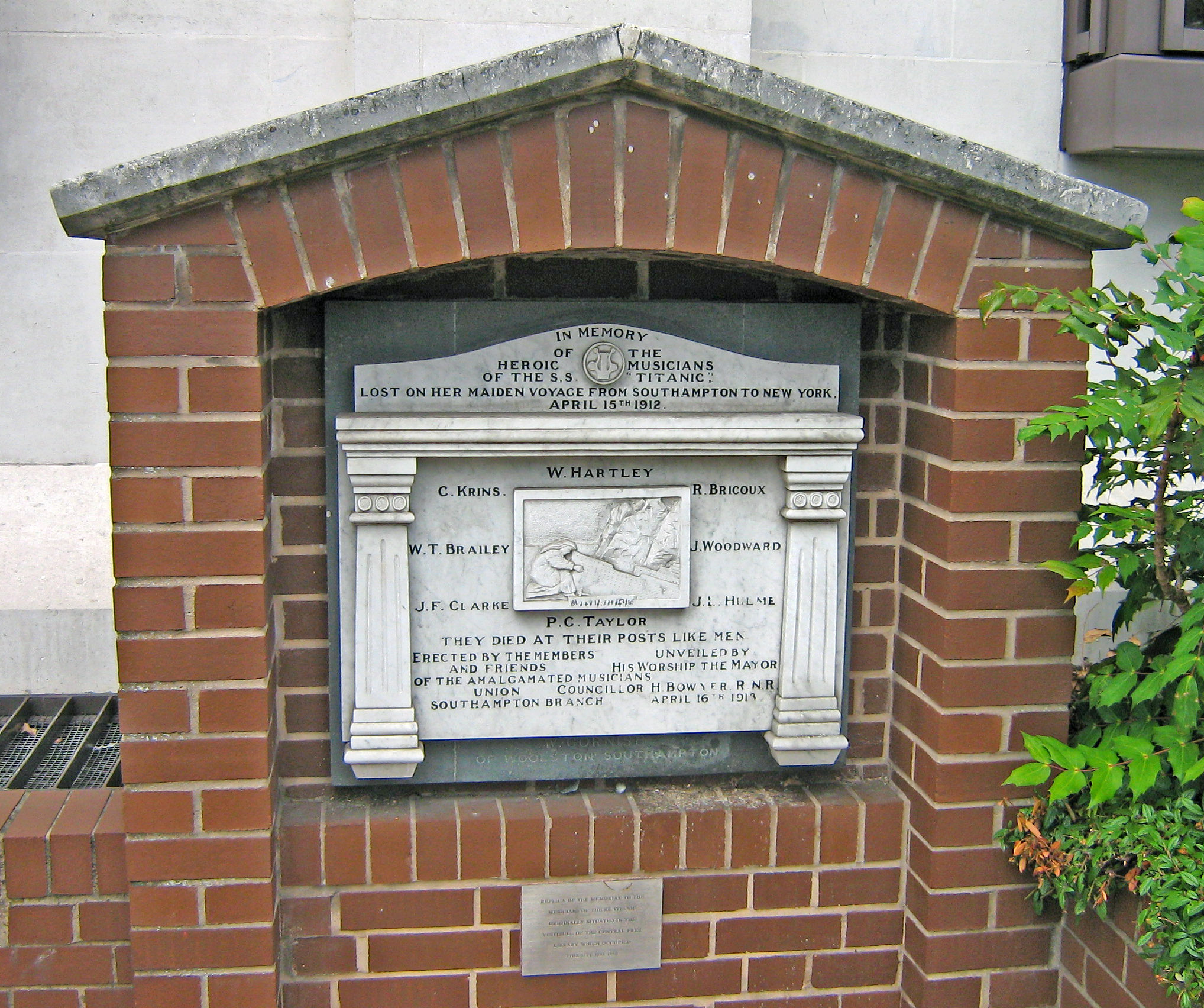
El Titanic Musicians Memorial està dedicat als membres de l'orquestra del Titanic, tots van morir en el naufragi.

A Southampton, a l'East Park, un monument dedicat als 35 mecànics del Titanic desapareguts en el naufragi va ser inaugurat el 22 d'abril de 1914 per sir Archibald Denny, president del Institut of Marine Engineers, davant una multitud de més de cent mil persones. Sota l'estàtua de bronze, hi ha una inscripció dels 35 noms dels mecànics. En una oficina de correus a la cruïlla de High Street i East Street, una placa de fosa de bronze a partir de la pala d'una hèlix de recanvi del Titanic va ser posada en honor dels empleats de correus del buc. El Titanic Musicians Memorial va ser dedicat als membres de l'orquestra, i inaugurat el 19 d'abril de 1913, a la biblioteca de la ciutat. Als majordoms i cambrers del Titanic, se'ls va dedicar una font de pedra que va ser inaugurada Southampton el 27 de juliol de 1915.
A Lichfield, una gran estàtua de bronze que representa al capità Edward Smith, va ser inaugurada per la seva filla, Helen Melville Smith, el 29 de juliol de 1914. A Colne al comtat de Lancashire, al parc de la ciutat, es va erigir un bust del retrat de Wallace Hartley sobre una base de marbre, en memòria del director de l'orquestra del Titanic.

### Irlanda del Nord
L'estàtua del Titanic Memorial de Belfast, que es va inaugurar el 26 de juny de 1920, va ser erigida per una subscripció en la qual va participar la població de Belfast, els empleats de Harland and Wolff, la White Star Line i la família de Thomas Andrews. En principi s'havia erigit a la plaça Donegall, i més tard es va traslladar als jardins de l'ajuntament. Porta el nom dels 22 membres de la tripulació del Titanic originaris de l'Ulster que hi van morir.
El Thomas Andrews Memorial Hall és un edifici dedicat a la memòria de l'enginyer naval dissenyador del Titanic i director de les drassanes Harland and Wolff. És al lloc de naixement de l'enginyer, a Comber. Va ser construït el 1914 i inaugurat al febrer de 1915.

## Últims supervivents

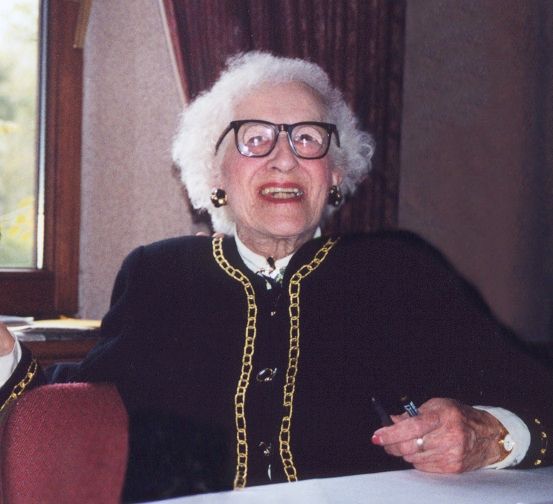
L'última supervivent del Titanic, Millvina Dean, l'abril de 1999.

- Eva Miriam Hart (31 de gener de 1905 - 14 de febrer de 1996), passatgera de segona classe. Anglaterra.[124]
- Edith Eileen Brown (27 d'octubre de 1896 - 20 de gener de 1997), passatgera de segona classe. Sud-àfrica.[125]
- Louise Laroche (2 de juliol de 1910 - 28 de gener de 1998), passatgera de segona classe. França.[126]
- Eleanor Ileen Johnson (23 d'agost de 1910 - 7 de març de 1998), passatgera de tercera classe. Estats Units.[127]
- Michel Marcel Navratil (12 de juny de 1908 - 30 de gener de 2001), passatger de segona classe. França.[128]
- Winnifred Quick (23 de gener de 1904 - 6 de juliol de 2002), passatgera de segona classe. Anglaterra.[129]
- Lillian Gertrud Asplund (21 d'octubre de 1906 - 6 de maig de 2006), passatgera de tercera classe. Estats Units.[130][131]
- Barbara West (24 de maig de 1911 - 16 d'octubre de 2007), passatgera de segona classe. Anglaterra.[132][133]
- Millvina Dean (2 de febrer de 1912 - 31 de maig de 2009), passatgera de tercera classe. Anglaterra.[134]

Millvina Dean va ser, fins a la seva mort el diumenge 31 de maig de 2009, l'última supervivent de la tragèdia. En el moment del naufragi, era un bebè de poc més de dos mesos i la passatgera més jove del vaixell, així que era massa petita per recordar els esdeveniments. Barbara West va morir el 16 d'octubre de 2007 a l'edat de 96 anys, també era molt jove quan va tenir lloc el naufragi. Lillian Asplund va ser l'última supervivent amb records, que va morir el 2006. Michel Marcel Navratil va ser l'últim home supervivent i també l'últim francès, va morir el 2001. A més, Bertha Watt i Ellen Natalia Shine, les supervivents onzena i dotzena van morir amb un dia de diferència el 4 i el 5 de març de 1993, respectivament, amb 93 i 101 anys.

## Les causes de l'enfonsament

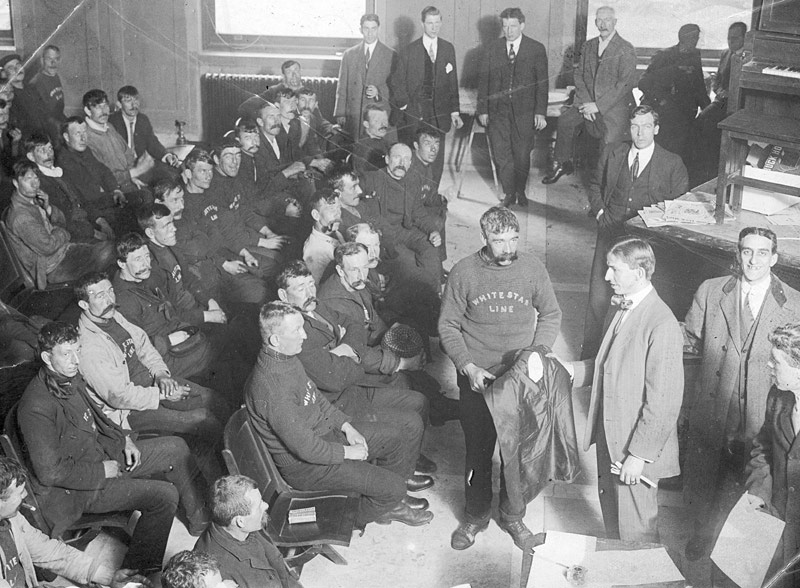
Membres de la tripulació que van sobreviure a l'enfonsament del Titanic.

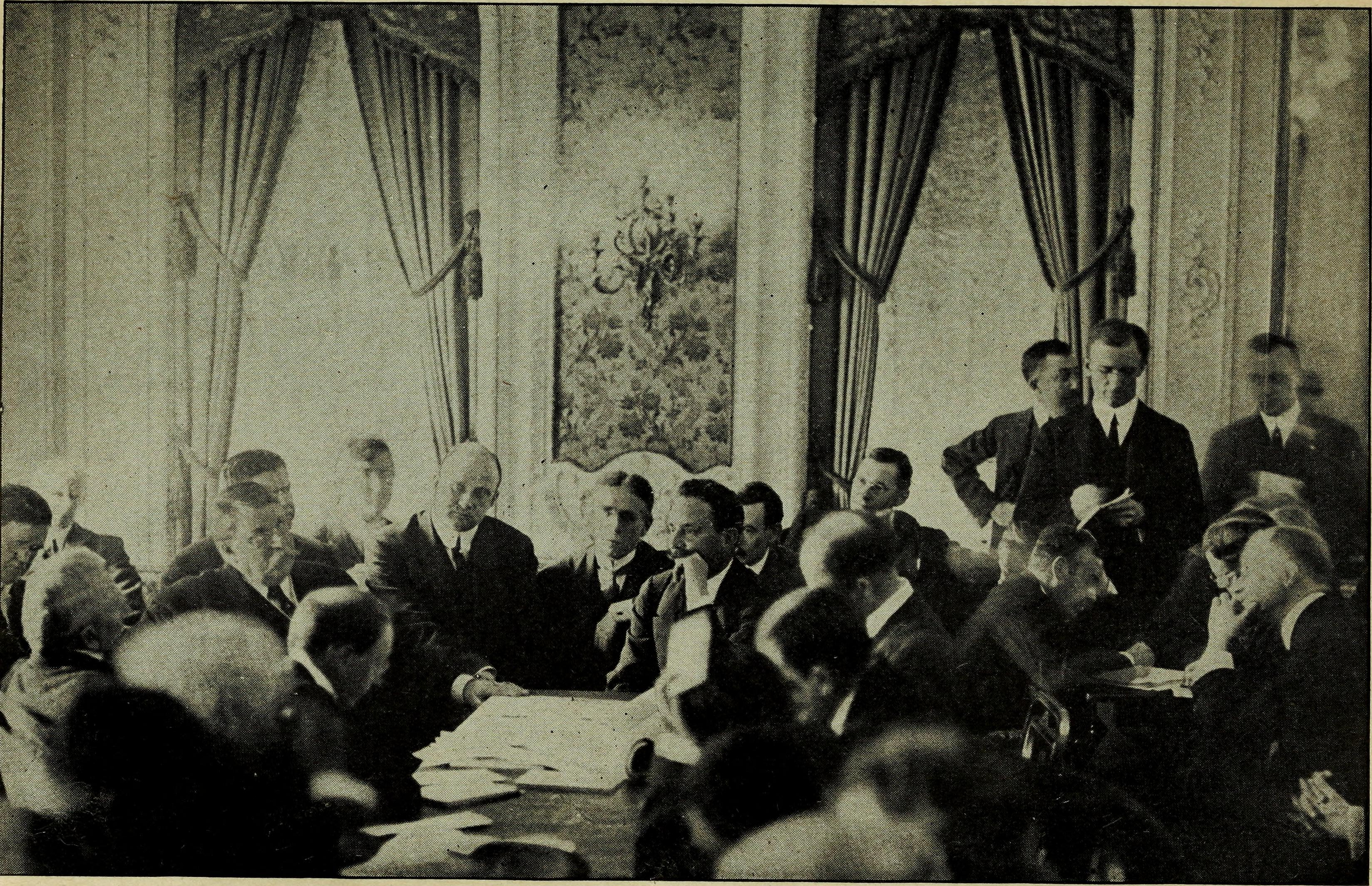
Fotografia de Bruce Ismay entrevistat per un comitè sobre el naufragi.

### Causes naturals
El 14 d'abril, durant la nit de la col·lisió, es van reunir moltes condicions per augmentar el risc del naufragi. El temps era en calma: hi havia una mica de vent i poc onatge. La presència de vent hauria format escuma al voltant de l'iceberg, i l' hauria fet més visible pels vigies. D'altra banda, no hi havia Lluna, la qual cosa feia la nit més fosca. Malgrat tots els advertiments d'icebergs, el capità Smith va decidir no reduir la velocitat; el vaixell navegava a 22,5 nusos (41,7 km/h), i a més el capità havia pres una ruta més al sud (sempre segons la White Star Line) per evitar l'iceberg. Però aquell any, l'hivern va ser més suau, i els icebergs eren més al sud que altres anys.

### Causes humanes

#### Comissió nord-americana
Poc després de l'enfonsament del Titanic, el govern dels Estats Units va crear una comissió d'investigació destinada a identificar les causes i la responsabilitat pel desastre. Va treballa del 19 d'abril de 1912 fins al 25 de maig. El senador de Michigan, William Alden Smith, la va presidir. El comitè era especialment interessat en el fet que els sentinelles no tenien prismàtics, ja que ells mateixos van afirmar que si els haguessin tingut haurien pogut albirar l'iceberg a temps. De fet, l'iceberg va ser vist a aproximadament 500 metres de distància, i li van faltar prop de 800 metres a la nau per aturar-se amb els motors aturats o posats en enrere tota, per la qual cosa els prismàtics haurien permès veure l'iceberg a una distància molt superior. Els guaites pensaven que s'havien oblidat els prismàtics a Southampton, però actualment se sap que David Blair, l'oficial que tenia la clau per accedir als prismàtics destinats als sentinelles, va haver de cedir el seu lloc a un company a Southampton i va abandonar el vaixell amb la clau a la butxaca. No obstant això, molts oficials del Titanic tenien prismàtics, però no van ser prestats als guaites. El comitè va cridar J. Bruce Ismay a testificar, i encara que se'l va acusar d'haver exercit pressió sobre el capità per accelerar la velocitat del Titanic, no es van trobar proves de la seva responsabilitat.

#### Comissió Mersey
Poc després de la creació de la comissió nord-americana, una comissió similar es va establir al Regne Unit. Va ser creada per la Board of Trade britànica el 2 de maig de 1912, i va indagar durant dos mesos, fins al 3 de juliol de 1912. Els debats els va presidir el jutge Lord Mersey, en una sala habilitada per aquest motiu a Londres, prop del palau de Buckingham. Durant 63 dies, el comitè va celebrar trenta-sis reunions obertes al públic, i es van entrevistar 97 testimonis. La comissió va identificar tres causes principals: la velocitat de la nau, que la vigilància no era degudament assegurada, i la falta d'organització en el moment de l'evacuació dels passatgers. No obstant això, a diferència de la comissió nord-americana, la comissió Mersey no va retreure res a J. Bruce Ismay, i no va donar la culpa directa a Edward Smith.

### Evacuació dels passatgers
Altres causes expliquen el gran nombre de víctimes. Malgrat que els bots salvavides del Titanic tenien una capacitat per 1178 persones, només va haver-hi 705 supervivents, per tant hi ha una diferència de 473 persones. Durant la recerca, el segon oficial del Titanic, Charles Lightoller, que era responsable de la meitat dels bots, va declarar que no tenia coneixement de les proves realitzades sobre els bots. L'oficial no havia omplert íntegrament cap dels deu bots dels quals era responsable. I, dels vint bots de la nau, només quatre van ser carregats a més del 70 % de la seva capacitat. Els primers bots arribats al mar eren gairebé buits perquè els passatgers es van negar a pujar-hi. Aquests no creien en l'enfonsament, i tenien por de ser llançats al mar quan el Titanic no donava encara senyals d'enfonsar-se i no hi havia, a més, cap signe de pànic. La tripulació va fer creure als passatgers que es tractava d'un simple simulacre, i l'orquestra va tocar música alegre per evitar el pànic. Molts passatgers, per tant, van preferir quedar-se a l'interior del buc, ja que no hi havia raó per tenir por. La càrrega dels bots va començar a les 00:25, i els passatgers van ser conscients de l'enfonsament al voltant de la 01:15, quan el buc va començar a enfonsar-se significativament per la proa. Això significa que l'evacuació va ser lenta durant 50 minuts.

### Causes que van sorgir després de les recerques oficials

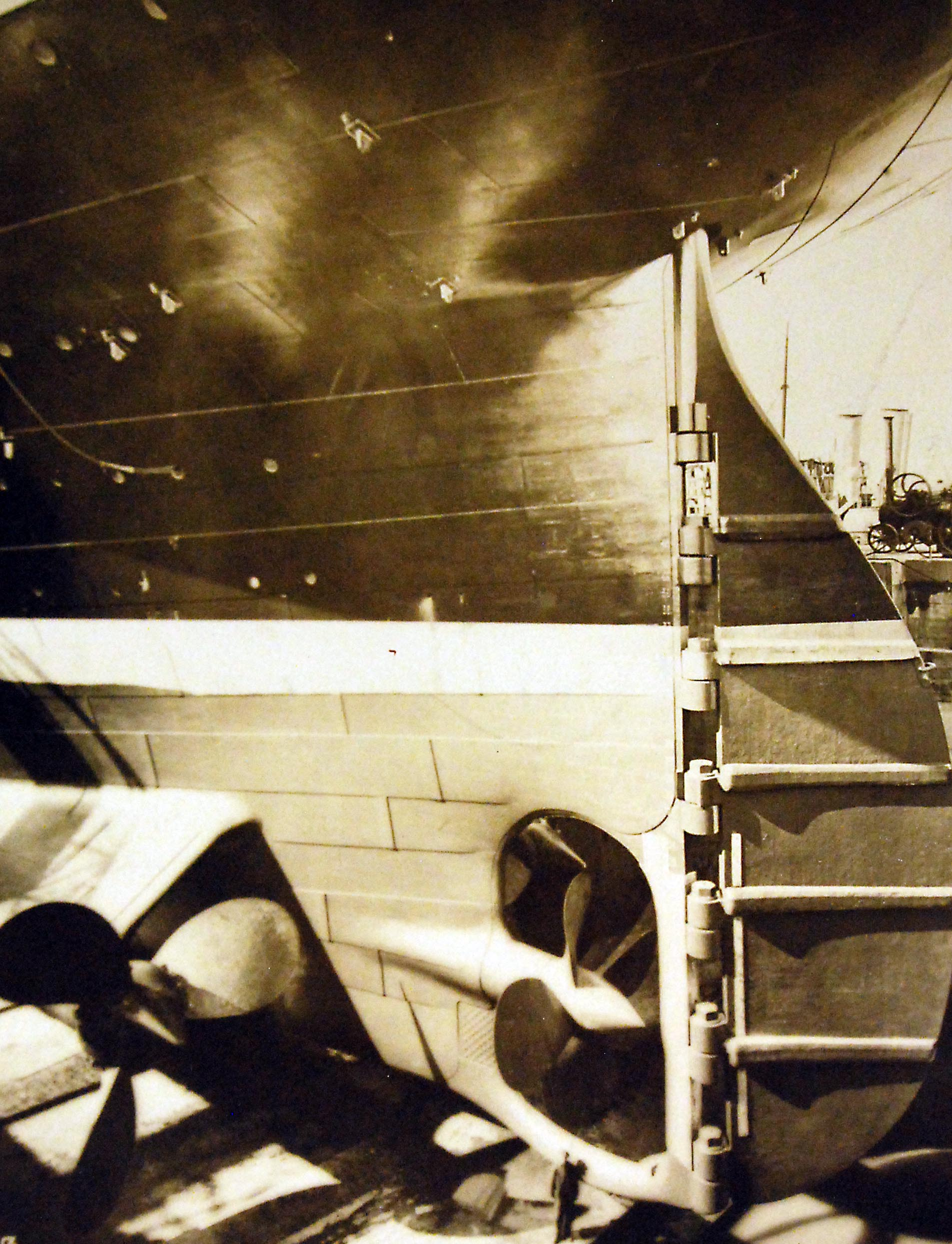
Babord de la popa del RMS Olympic, buc germà bessó del Titanic, en el dic sec. Sota l'hèlix central, un home serveix d'escala.

#### Maniobra d'evasió
La nit de la col·lisió, quan Frederick Fleet va alertar sobre la presència d'un iceberg just davant del Titanic, el primer oficial William McMaster Murdoch va ordenar virar el buc a babord i parar les màquines o posar-les en enrere tota (encara que això últim és poc probable). No obstant això, avui dia se sap que l'oficial no va prendre la millor decisió. El fet de disminuir el règim dels motors va fer baixar la velocitat del buc i va fer que girés més lentament. Amb les hèlixs parades, o funcionant en sentit invers, el timó va ser menys eficaç. També cal esmentar que l'hèlix central del buc no es podia accionar al revés, i es mantenia immòbil quan feia marxa enrere. El Titanic hauria tingut més possibilitats d'evitar l'iceberg mantenint les màquines en avant tota.
Un altre element que sol considerar-se és la grandària del timó. De fet, un timó més gran hauria permès un gir més ràpid. Segons els reglaments de l'època, la grandària del timó havia de ser de 1,5 % a 5 % de la superfície del casc per sota del nivell de l'aigua. El timó del Titanic era en la part baixa d'aquest rang, amb el 1,9 %.
També s'especula que si el Titanic no hagués girat i hagués xocat contra l'iceberg de front, hagués pogut mantenir-se a flotació, perquè s'hauria inundat un sol compartiment estanc. No obstant això, el xoc hauria sigut bastant violent perquè el buc no hauria tingut temps suficient per detenir-se abans de xocar contra l'iceberg. Encara que un cert nombre de passatgers resultarien ferits, el Titanic podria haver-se mantingut a flotació, i els passatgers haurien pogut haver estat traslladats a altres bucs.

#### Descobriment de les restes del naufragi

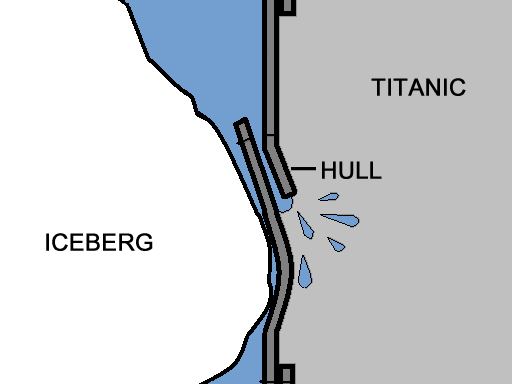
L'iceberg no va fer directament els forats en el casc del Titanic, però l'ona de xoc va fer saltar els reblons i va obrir una via d'aigua.

Al llarg del segle xx, hi ha hagut nombrosos projectes d'expedicions per trobar el buc enfonsat, encara que sense succés. Les restes van ser trobades, finalment, l'1 de setembre de 1985 a la 01:05 per una expedició franco-estatunidenca dirigida per Jean-Louis Michel de l'IFREMER i el Dr. Robert Ballard de la Institució Oceanogràfica Woods Hole.
El derelicte es va trobar a una profunditat de 3821 m, a 41° 43' 55" N 49° 56' 45" W, a 650 quilòmetres al sud-est de Terranova. El descobriment va ser significatiu, ja que en primer lloc es va deixar en evidència que les restes eren dividits en dues parts. Fins ara, els raports eren que el buc havia naufragat sense trencar-se. De fet, la majoria dels testimoniatges havien afirmat que el buc s'havia enfonsat en una sola peça. Des de l'enfonsament del Titanic i fins a 1996, la suposició de l'enfonsament era que l'iceberg havia fet una fissura de 90 metres de llarg en el casc. El descobriment de les restes del buc, l'1 de setembre de 1985, i els exàmens del casc fets per Ballard el 1996 amb el sonar, van posar en dubte aquesta hipòtesi. De fet, es va descobrir que les plaques eren deformades i dislocades, però no trossejades. En realitat, l'iceberg no havia fet un forat en el casc, però el xoc va fer saltar els reblons i havia obert una via d'aigua. Aquest descobriment va mostrar, així, una falla en la construcció del Titanic: els reblons eren massa fràgils.
Un estudi més recent realitzat per dos investigadors nord-americans, basat en anàlisis científiques de peces preses de les restes i en la revisió dels arxius de Harland and Wolff conservats a Belfast, va posar en dubte una vegada més la qualitat dels reblons utilitzats per fixar les plaques d'acer del casc en la proa. De fet, aquests són de ferro, no d'acer com en la part central, a causa de la incapacitat dels proveïdors de seguir els ritmes i les quantitats requerides pel fabricant. La menor resistència dels reblons de ferro explica que moltes plaques es desconnectessin en contacte amb l'iceberg. Els autors de l'estudi suposen que els reblons d'acer, més resistents, podrien haver-hi, si no salvat el vaixell, almenys aconseguit prou marge extra per permetre l'arribada d'auxili a temps.

## Conseqüències del naufragi

### Conseqüències en les mesures de seguretat

#### Missatges de socors

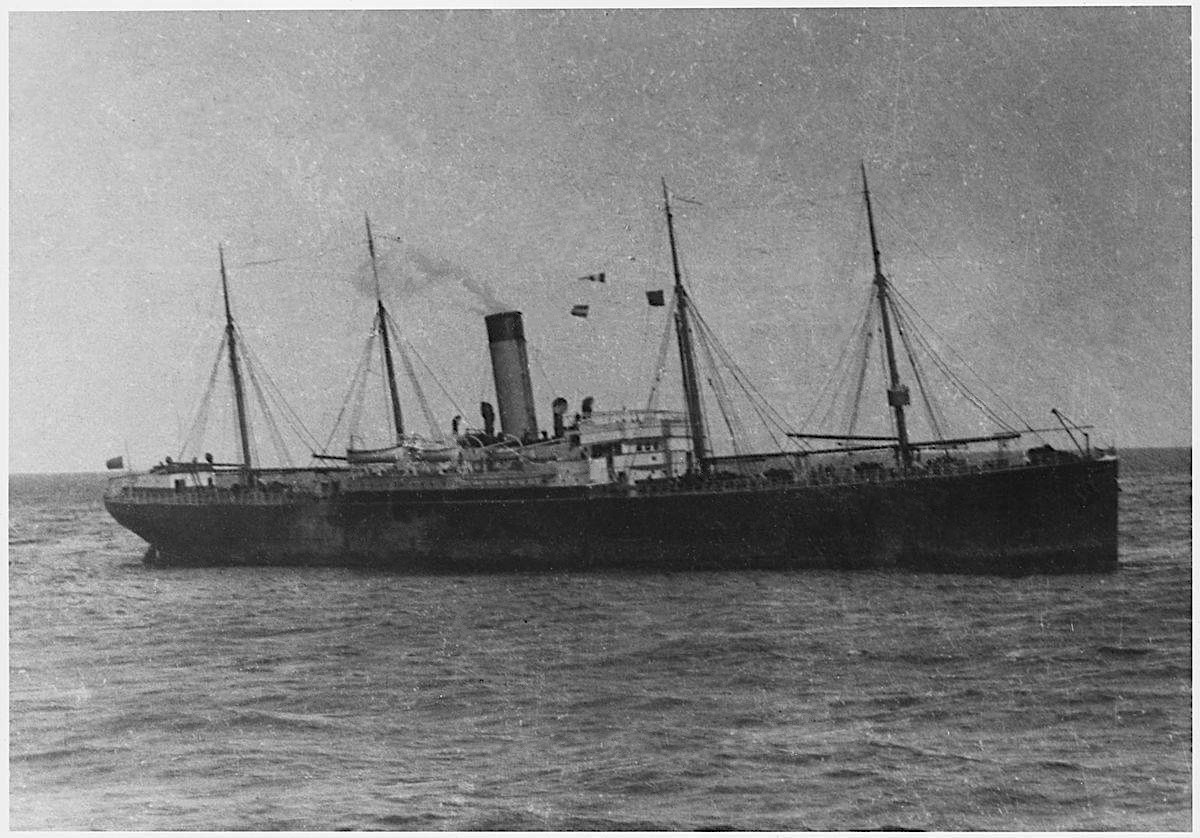
L'SS Californian.

Una de les principals coses que interessaven a la comissió estatunidenca sobre el naufragi era la no intervenció de l'SS Californian. La comissió va dir que el Californian era a menys de 31 quilòmetres i la nau podia haver arribat al rescat del Titanic. Dues raons expliquen la no reacció del Californian: l'operador de ràdio dormia i no va poder escoltar els senyals de socors enviades pel Titanic, i a més, les bengales blanques llançades des del Titanic van ser mal interpretades pels mariners del Californian que van pensar que les bengales de socors havien de ser vermelles. El comitè va emetre llavors una recomanació: que la telegrafia per ràdio havia d'estar assegurada durant les 24 hores, fins i tot en bucs més petits. Això era impossible en el Californian, ja que només tenia a bord un operador de ràdio i no podia garantir la ràdio 24 hores a diferència del Titanic, on els dos operadors de ràdio s'alternaven. Quant al color de les bengales de socors, hauria de continuar sent blanc, perquè eren més visibles de nit.

#### Bots salvavides

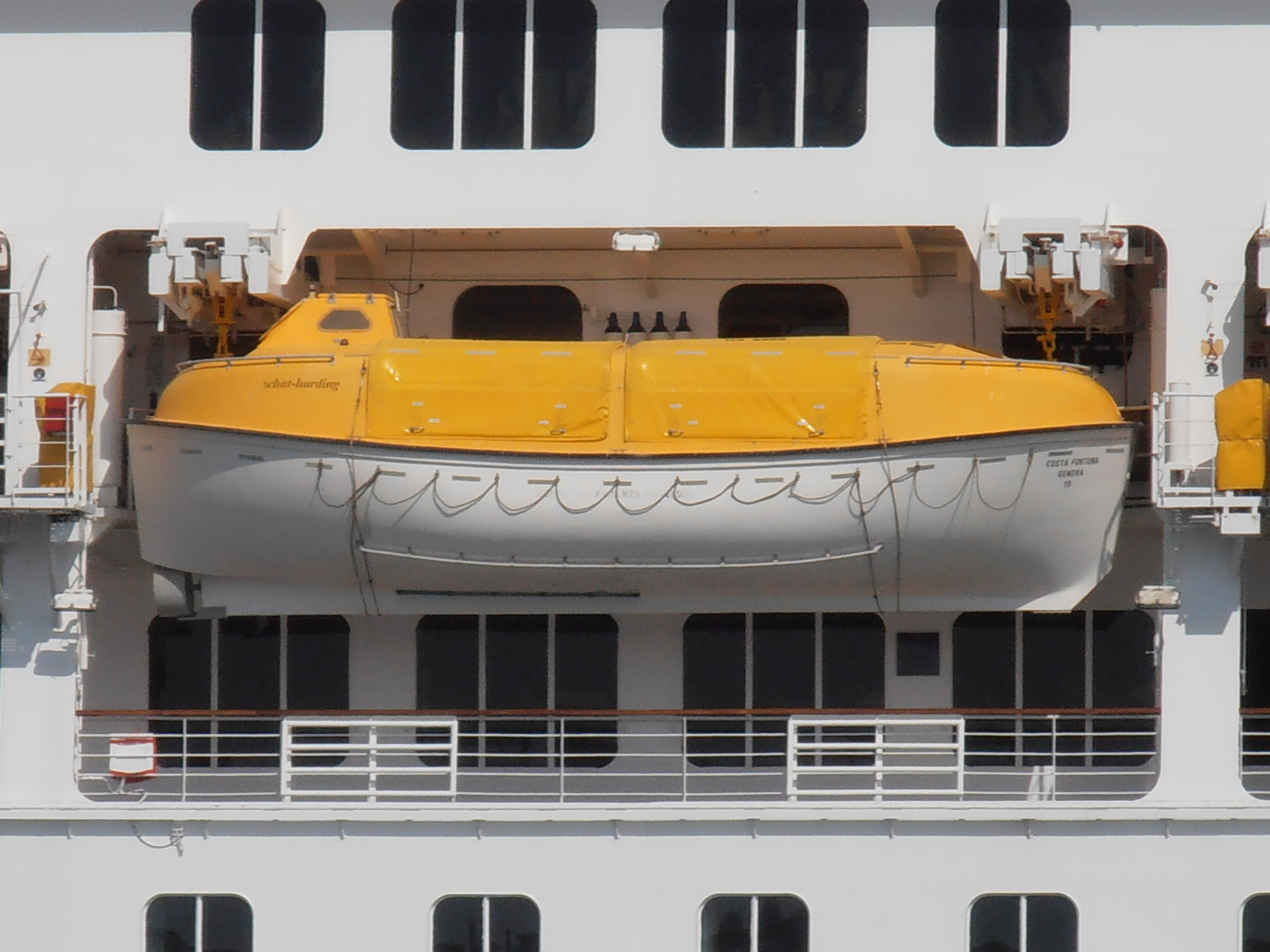
Tots els bucs disposen de suficients embarcacions de salvament.

La White Star Line, companyia marítima propietària del Titanic, era conforme amb la normativa britànica establerta per la Board of Trade sobre el nombre de bots salvavides a bord, i fins i tot va anar més enllà d'aquestes normes. Els directius de la White Star Line van fer servir aquest argument per defensar-se de les acusacions de negligència en relació amb les mesures de seguretat. El nombre mínim de bots salvavides no era basat en el nombre de passatgers, sinó en el tonatge del buc, el Titanic hauria pogut disposar de només setze bots salvavides i no obstant això en tenia vint. Aquests reglaments, que dataven de 1894, ja no eren adequats per a la grandària dels bucs de l'època. En efecte, la normativa britànica exigia que la capacitat total dels bots fora d'almenys per 962 persones en tots els bucs de més de 10.000 tones, mentre que el tonatge del Titanic era de 46.328 tones La comissió estatunidenca i la comissió Mersey van exigir que tots els bucs disposessin de suficients bots de salvament per a tots els ocupants. El comitè Mersey també va assenyalar que la maniobra dels bots salvavides no va ser organitzada com cal, i va recomanar una millor formació dels mariners. Avui dia, els bucs de passatgers moderns han de tenir equips de salvament amb una capacitat que sigui un 25 % superior al nombre de persones autoritzades a embarcar.

#### Icebergs
Després de l'enfonsament del Titanic, va ser creada el 20 de gener de 1914 la Patrulla Internacional del Gel, que es troba sota l'autoritat de la Guàrdia Costanera dels Estats Units. Aquesta patrulla controla el desplaçament d'icebergs en l'Atlàntic Nord-oest. Els icebergs són localitzats, garantint així la seguretat dels bucs que naveguen en aquella zona. Aquesta patrulla ha contribuït a garantir la seguretat en tota la regió; així, des de 1912 i l'enfonsament del Titanic, qualsevol catàstrofe marítima implicada amb un iceberg no ha tingut cap defunció.

### Conseqüències en el disseny de vaixells

#### Modificacions en l'Olympic

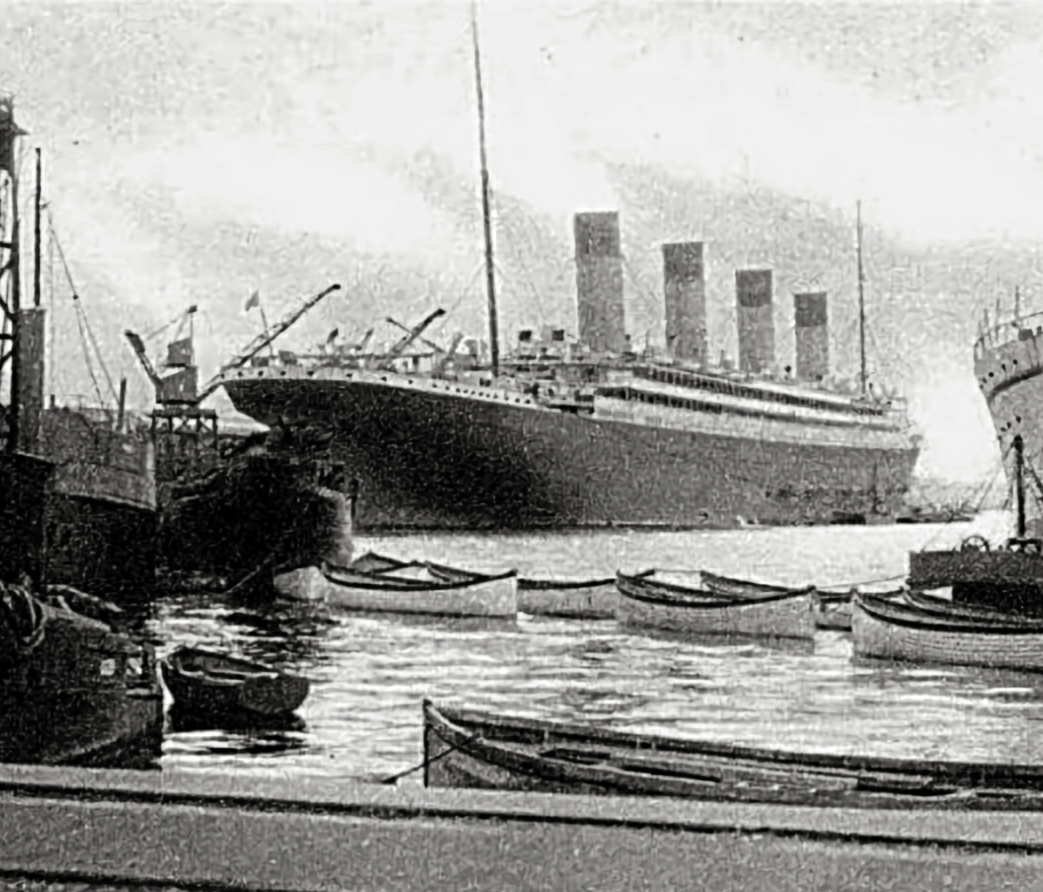
Els nous bots salvavides de l'Olympic, a punt per ser instal·lats a bord del vaixell. Una altra font afirma que són els bots restants del Titanic que van ser retornats a Anglaterra per lOlympic.

El 24 d'abril de 1912, la tripulació de l' Olympic es va negar a partir de Southampton, i els maquinistes es van declarar en vaga. Aquest havia de ser el primer viatge de l' Olympic des de l'enfonsament del Titanic, que havia tingut lloc nou dies abans. Com l'Olympic era el buc bessó del Titanic, els dos vaixells eren pràcticament iguals i, per tant, disposaven dels mateixos punts febles en la seva seguretat. Els vaguistes reclamaven major quantitat de bots salvavides. A més, les reserves dels passatgers havien caigut dràsticament, la qual cosa va empènyer a la White Star Line a transformar l' Olympic. Tres grans transformacions es van realitzar en la nau. Es van afegir 48 bots salvavides, comptant des de llavors amb 68 bots en total. A continuació, cinc dels setze compartiments estancs es van millorar sent posats a nivell de la coberta B, mentre que anteriorment estaven en la coberta E, per tant, amb una diferència de tres cobertes es va aconseguir que el vaixell pogués suportar avaries molt més greus. Finalment, l'altura del doble fons es va incrementar, fent el casc de la nau més resistent. El vaixell va estar immobilitzat durant sis mesos, mentre el treball no va ser conclòs. Aquestes transformacions, en part, van permetre que el vaixell enfonsés un submarí alemany el 1918. Després de la guerra, l' Olympic va aconseguir una àmplia popularitat entre el públic.

#### Recomanacions de la comissió Mersey
El 30 de juliol de 1912, el comitè del Regne Unit sobre el naufragi va fer el seu informe final i va establir 24 recomanacions, incloent les cinc primeres que corresponien al disseny dels bucs. La primera d'elles requeria que els compartiments estancs estiguessin elevats, o que els bucs estiguessin equipats amb doble casc just fins a la línia de flotació. Les dues recomanacions següents estimaven que almenys una coberta per sobre de la línia de flotació havia de ser estanca, i que les obertures entre les mampares també havien de ser-ho. Finalment, les dues últimes recomanacions proporcionaven més poder a la Board of Trade sobre els constructors per imposar aquestes modificacions.
Les set recomanacions següents estaven relacionades amb els bots salvavides. El nombre de bots salvavides amb què haurien d'estar equipats tots els vaixells es determinaria pel nombre de persones autoritzades a bord, i no en termes de tonatge. A més de bots salvavides haurien d'estar equipats amb determinats equips, inclosos els subministraments, els mitjans de senyalització (fars o bengales), etc. A més, en cada buc, alguns bots haurien d'estar equipats amb mitjans de propulsió mecànica. Les empreses que no complissin amb aquestes normes podrien enfrontar-se a sancions. Les cinc recomanacions següents estaven encaminades a millorar el maneig dels bots i omplir-los. Ara, la tripulació havia d'estar capacitada en el maneig i l'arriat de bots a l'aigua, a més dels que ja van ser capacitats (és a dir, els mariners). El comitè va insistir en la inclusió que en cada buc, els membres de la tripulació efectuessin exercicis per omplir els bots, i de la seva posada en el mar. Aquests exercicis haurien d'estar escrits en el quadern de bitàcola dels oficials, perquè els inspectors els poguessin revisar.
Finalment, les set recomanacions últimes eren més generals. Als vigies se'ls havien de fer proves de la seva visió. La telegrafia sense fils (TSH) hauria d'estar present en cada buc, i operable durant les 24 hores. Aquestes recomanacions van ser posteriorment publicades en els documents parlamentaris britànics.

## Pel·lícules, telefilms i documentals

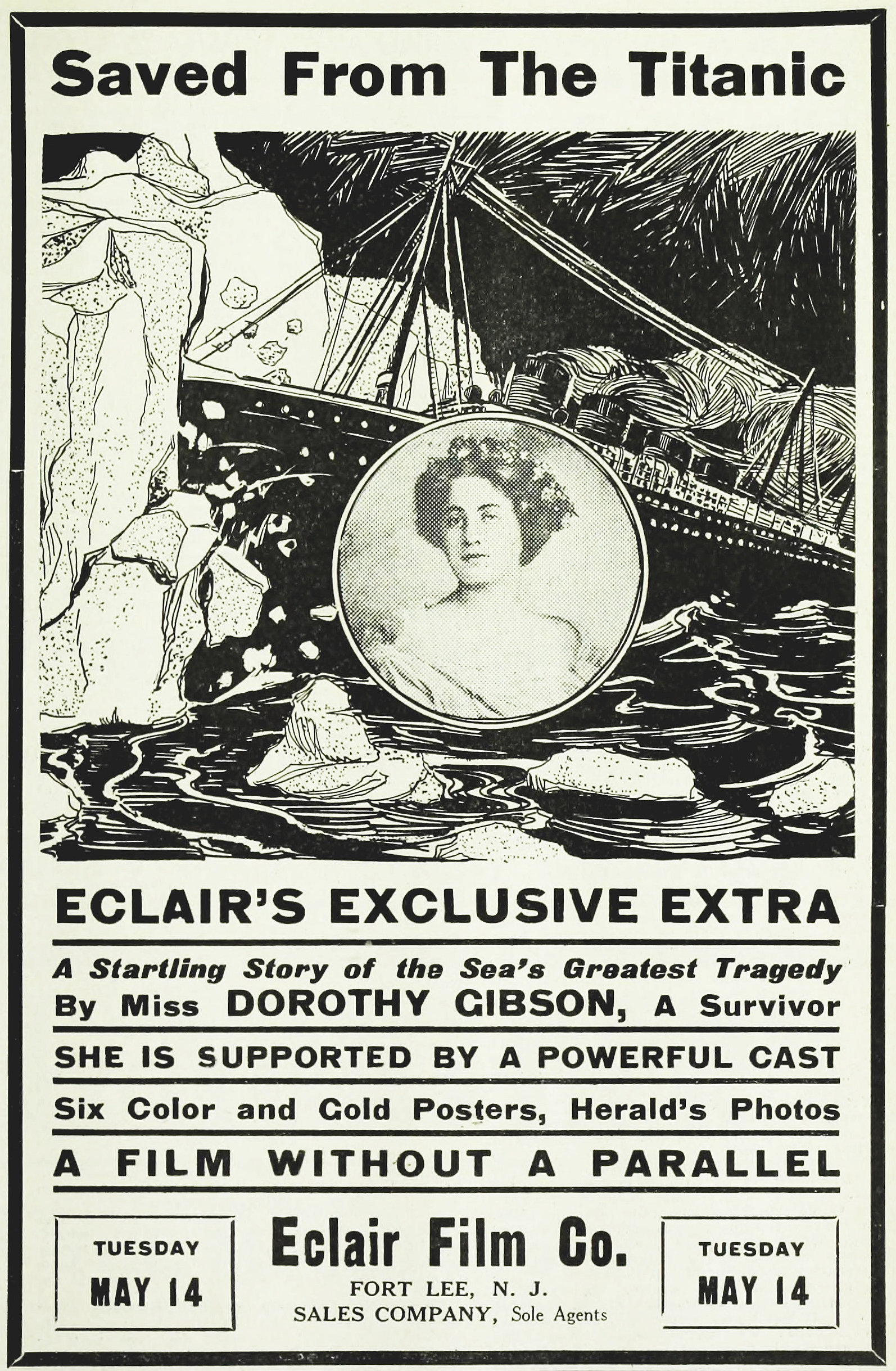
Cartell de Saved from the Titanic, primera pel·lícula que es va rodar sobre el naufragi del Titanic.

L'enfonsament del Titanic s'ha mostrat en una sèrie de pel·lícules i telefilms. La primera va ser Saved from the Titanic, una pel·lícula estatunidenca d'Etienne Arnaud protagonitzada per Dorothy Gibson, una supervivent del naufragi. Estrenada el 1912, no en queda cap rastre després de l'incendi sofert en els estudis on s'havia guardat el 1914. El mateix any va sortir In Nacht und Eis, una pel·lícula muda alemanya de Mime Misu, que mostrava una història bastant allunyada de la realitat. L'any 1915 també es va realitzar la producció Titanic, un film mut italià de Pier Angelo Mazzolotti amb Mario Bonnard, Giovanni Casaleggio i Luigi Duse. El 1929 es va filmar Atlantic, basada en l'enfonsament del Titanic, encara que es va canviar el nom del buc per evitar plets.
El 1943, Joseph Goebbels va ordenar la filmació de Titanic, com una superproducció destinada per a propaganda nazi, dirigida per Herbert Selpin i Werner Klingler, amb Sybille Schmitz i Hans Nielsen entre d'altres. La pel·lícula va ser filmada en l'Cap Arcona -un transatlàntic alemany que va ser bombardejat el 1945 per avions aliats a la badia de Lübeck, l'enfonsament del qual va provocar més de 4.000 víctimes mortals-. Va estar marcada per l'empresonament i la mort del seu primer director, Herbert Selpin.
El 1953 es va produir Titanic, una pel·lícula estatunidenca de Jean Negulesco, amb Barbara Stanwyck i Robert Wagner. L'any 1958 va tenir lloc l'arribada a les pantalles de la pel·lícula britànica A Night to Remember, de Roy Ward Baker, amb Kenneth More i Ronald Allen. Adaptada del llibre de l'historiador Walter Lord, va ser realitzada amb l'ajuda d'alguns supervivents del naufragi, per exemple, el quart oficial Joseph Boxhall, per la qual cosa és una de les pel·lícules més properes a la realitat.
El 1979 es va realitzar S.O.S. Titanic, un telefilm anglo-estatunidenc de William Hali, amb David Janssen, Cloris Leachman i Susan Saint James. La pel·lícula està inspirada en el llibre The Loss of S. S. Titanic del supervivent Lawrence Beesley, que va ser interpretat per David Warner en el film (actor que també va tenir un paper en la pel·lícula Titanic de 1997). L'any següent va sortir Rescatin el Titanic, pel·lícula estatunidenca de Jerry Jameson, una adaptació de la novel·la de Clive Cussler, amb Jason Robards i Richard Jordan.
El 1996 es va produir Titanic, un telefilm estatunidenc de Robert Lieberman amb George C. Scott, Peter Gallagher i Catherine Zeta-Jones. Però sens dubte, la pel·lícula més famosa és Titanic de James Cameron, estrenada en 1997. Protagonitzada per Leonardo DiCaprio, Kate Winslet i Billy Zane, la pel·lícula va guanyar onze Premis Oscar incloent el de millor pel·lícula i va recaptar 1.845.034.188 dòlars de taquilla a tot el món, la qual cosa la va convertir en la pel·lícula més taquillera de la història fins a l'any 2009, quan va ser desplaçada per Avatar, un altre film de James Cameron. Va tenir una reestrena en 3D el 2012 amb motiu del centenari de l'enfonsament, la qual cosa va incrementar la seva recaptació a més de 2100 milions de dòlars. El 2019 es va situar en el tercer lloc de les pel·lícules més recaptadores de la història, en ser passada per Avengers: Endgame. La pel·lícula va reviure l'interès pel Titanic, donant lloc a l'aparició de nombrosos llibres, exposicions, i la creació de moltes pàgines web. El director James Cameron també va dirigir el 2003 el documental Misteris del Titanic, relatiu al desastre i a les restes del buc.

## Altres naufragis amb més víctimes

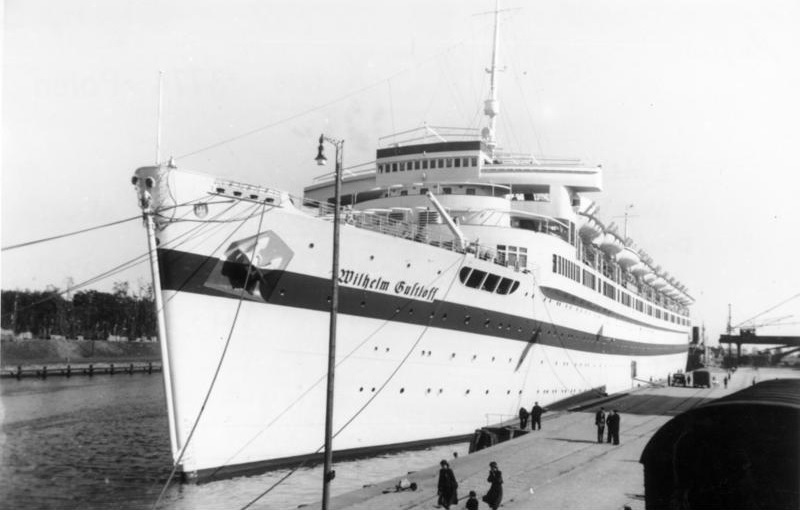
L'enfonsament del Wilhelm Gustloff, amb 9343 morts, és el més gran naufragi de la història.

Malgrat que l'enfonsament del Titanic és el naufragi més famós de tots els temps i en la seva època va ser el més gran desastre marítim en temps de pau, amb de 1491 a 1513 morts, des de llavors ha estat àmpliament superat. El 29 de maig de 1914, dos anys després del naufragi del Titanic, l' RMS Empress of Ireland, de la Canadian Pacific Railway, es va enfonsar amb un saldo de 1012 persones mortes. Havia estat abordat per un buc de càrrega noruec, mentre que tots dos bucs es trobaven dins d'un banc de boira, prop de Rimouski, Quebec. Aquest naufragi no va batre el rècord del Titanic, però la majoria de les víctimes mortals van ser passatgers (840 contra 818 del Titanic). No obstant això, el succés va quedar en gran part emmascarat per l'inici de la Primera Guerra Mundial.
Una tragèdia més gran que la de l'enfonsament del Titanic es va produir per primera vegada el 17 de juny de 1940 durant la Segona Guerra Mundial, quan el transatlàntic britànic RMS Lancastria va ser enfonsat per un avió alemany Junkers Ju 88, morint 4.000 persones. Anys més tard, durant la mateixa guerra, el 29 de juny de 1944 el vaixell japonès Toyama Maru va ser enfonsat pel submarí estatunidenc USS Sturgeon, ocasionant uns 5.400 morts; i el 30 de gener de 1945, el submarí soviètic S-13 va enfonsar el transatlàntic alemany Wilhelm Gustloff, provocant la mort de 9.343 persones, sent aquest el naufragi més gran de la història. Així, l'enfonsament del Titanic va ser llargament superat pels naufragis deguts a la Segona Guerra Mundial.
El primer naufragi a superar l'enfonsament del Titanic en temps de pau es va produir el 20 de desembre de 1987: va ser el de l'MV Doña Paz, un ferri que es va enfonsar després de xocar contra un petrolier a Tablas (Filipines) provocant més de 4.300 víctimes mortals.

### Llibres
- Aldridge, Rebecca. The Sinking of the Titanic.  Nova York: Infobase Publishing, 2008. ISBN 978-0-7910-9643-7.
- Ballard, Robert D. The Discovery of the Titanic.  Nova York: Warner Books, 1987. ISBN 978-0-446-51385-2.
- Barczewski, Stephanie. Titanic: A Night Remembered.  Londres: Continuum International Publishing Group, 2006. ISBN 978-1-85285-500-0.
- Barratt, Nick. Lost Voices From the Titanic: The Definitive Oral History.  Londres: Random House, 2010. ISBN 978-1-84809-151-1.
- Bartlett, W.B.. Titanic: 9 Hours to Hell, the Survivors' Story.  Stroud, Gloucestershire: Amberley Publishing, 2011. ISBN 978-1-4456-0482-4.
- Beesley, Lawrence. «The Loss of the SS. Titanic; its Story and its Lessons». A: The Story of the Titanic as told by its Survivors.  Londres: Dover Publications, 1960. ISBN 978-0-486-20610-3.
- Björkfors, Peter. «The Titanic Disaster and Images of National Identity in Scandinavian Literature». A: The Titanic in myth and memory: representations in visual and literary culture.  Londres: I.B. Tauris, 2004. ISBN 978-1-85043-431-3.
- Brown, David G. The Last Log of the Titanic.  Nova York: McGraw-Hill Professional, 2000. ISBN 978-0-07-136447-8.
- Butler, Daniel Allen. Unsinkable: The Full Story of RMS Titanic.  Mechanicsburg, PA: Stackpole Books, 1998. ISBN 978-0-8117-1814-1.
- Chirnside, Mark. The Olympic-class ships : Olympic, Titanic, Britannic.  Stroud, Gloucestershire: Tempus, 2004. ISBN 978-0-7524-2868-0.
- Cox, Stephen. The Titanic Story: Hard Choices, Dangerous Decisions.  Chicago: Open Court Publishing, 1999. ISBN 978-0-8126-9396-6.
- Eaton, John P.; Haas, Charles A. Titanic: Destination Disaster: The Legends and the Reality.  Wellingborough, Northamptonshire: Patrick Stephens, 1987. ISBN 978-0-85059-868-1.
- Eaton, John P.; Haas, Charles A. Titanic: Triumph and Tragedy.  Wellingborough, Northamptonshire: Patrick Stephens, 1994. ISBN 978-1-85260-493-6.
- Everett, Marshall. Wreck and Sinking of the Titanic.  Chicago: Homewood Press, 1912. OCLC 558974511.
- Foster, John Wilson. The Titanic Complex.  Vancouver: Belcouver Press, 1997. ISBN 978-0-9699464-1-0.
- Georgiou, Ioannis «The Animals on board the Titanic». Atlantic Daily Bulletin. British Titanic Society [Southampton], 2000. ISSN: 0965-6391.
- Gittins, Dave; Akers-Jordan, Cathy; Behe, George. «Too Few Boats, Too Many Hindrances». A: Report into the Loss of the SS Titanic: A Centennial Reappraisal.  Stroud, Gloucestershire: The History Press, 2011. ISBN 978-0-7524-6210-3.
- Gleicher, David. The Rescue of the Third Class on the Titanic: A Revisionist History.  St. John's, Newfoundland: International Maritime Economic History Association, 2006. ISBN 978-0-9738934-1-0.
- Gracie, Archibald. The Truth about the Titanic.  Nova York: M. Kennerley, 1913.
  - Also published as: Gracie, Archibald. Titanic: A Survivor's Story.  The History Press, 2009. ISBN 978-0-7509-4702-2.
- Halpern, Samuel. «Account of the Ship's Journey Across the Atlantic». A: Report into the Loss of the SS Titanic: A Centennial Reappraisal.  Stroud, Gloucestershire: The History Press, 2011. ISBN 978-0-7524-6210-3.
- Halpern, Samuel; Weeks, Charles. «Description of the Damage to the Ship». A: Report into the Loss of the SS Titanic: A Centennial Reappraisal.  Stroud, Gloucestershire: The History Press, 2011. ISBN 978-0-7524-6210-3.
- Hoffman, William; Grimm, Jack. Beyond Reach: The Search For The Titanic.  Nova York: Beaufort Books, 1982. ISBN 978-0-8253-0105-6.
- Howells, Richard Parton. The Myth of the Titanic.  Nova York: Palgrave Macmillan, 1999. ISBN 978-0-312-22148-5.
- Hutchings, David F.; de Kerbrech, Richard P. RMS Titanic 1909–12 (Olympic Class): Owners' Workshop Manual.  Sparkford, Somerset: Haynes, 2011. ISBN 978-1-84425-662-4.
- Kuntz, Tom. The Titanic Disaster Hearings.  Nova York: Pocket Book, 1998. ISBN 978-1-56865-748-6.
- Lord, Walter. A Night to Remember.  Londres: Penguin Books, 1976. ISBN 978-0-14-004757-8.
- Lord, Walter. A Night to Remember.  Nova York: St. Martin's Griffin, 2005. ISBN 978-0-8050-7764-3.
- Lord, Walter. The Night Lives On.  Londres: Penguin Books, 1987. ISBN 978-0-670-81452-7.
- Lynch, Donald. Titanic: An Illustrated History.  Nova York: Hyperion, 1998. ISBN 978-0-786-86401-0.
- Marcus, Geoffrey. The Maiden Voyage.  Nova York: Viking Press, 1969. ISBN 978-0-670-45099-2.
- Marshall, Logan. Sinking of the Titanic and Great Sea Disasters.  Philadelphia: The John C. Winston Co, 1912. OCLC 1328882.
- McCarty, Jennifer Hooper; Foecke, Tim. What Really Sank The Titanic – New Forensic Evidence.  Nova York: Citadel, 2012. ISBN 978-0-8065-2895-3.
- Mills, Simon. RMS Olympic – The Old Reliable.  Dorset: Waterfront Publications, 1993. ISBN 0-946184-79-8.
- Mowbray, Jay Henry. Sinking of the Titanic.  Harrisburg, PA: The Minter Company, 1912. OCLC 9176732.
- Parisi, Paula. Titanic and the Making of James Cameron.  Nova York: Newmarket Press, 1998. ISBN 978-1-55704-364-1.
- Regal, Brian. Radio: The Life Story of a Technology.  Westport, CT: Greenwood Publishing Group, 2005. ISBN 978-0-313-33167-1.
- Richards, Jeffrey. Imperialism and Music: Britain, 1876–1953.  Manchester: Manchester University Press, 2001. ISBN 978-0-7190-6143-1.
- Turner, Steve. The Band that Played On.  Nashville, TN: Thomas Nelson, 2011. ISBN 978-1-59555-219-8.
- Verhoeven, John D. Steel Metallurgy for the Non-Metallurgist.  Materials Park, OH: ASM International, 2007. ISBN 978-0-87170-858-8.
- The Story of the Titanic as told by its Survivors.  Londres: Dover Publications, 1960. ISBN 978-0-486-20610-3.
- Zumdahl, Steven S.; Zumdahl, Susan A. Chemistry.  Belmont, CA: Cengage Learning, 2008. ISBN 978-0-547-12532-9.

### Articles publicats
- Foecke, Tim «What really sank the Titanic?». Materials Today. Elsevier, 11, 10, 26-09-2008, pàg. 48. DOI: 10.1016/s1369-7021(08)70224-4 [Consulta: 4 març 2012].
- Maltin, Tim «Did the Titanic Sink Because of an Optical Illusion?». Smithsonian. Smithsonian Institution, 3-2012. Arxivat de l'original el 2020-08-31 [Consulta: 4 abril 2020].
- Ryan, Paul R. «The Titanic Tale». Oceanus. Woods Hole Oceanographic Institution [Woods Hole, MA], 4, 28, Winter 1985–1986.
- Uchupi, Elazar; Ballard, Robert D.; Lange, William N. «Resting in Pieces: New Evidence About Titanic's Final Moments». Oceanus. Woods Hole Oceanographic Institution [Woods Hole, MA], 29, 3, Fall 1986, pàg. 53–60.

### Notícies
- Broad, William J. «Toppling Theories, Scientists Find 6 Slits, Not Big Gash, Sank Titanic». The New York Times, 08-04-1997 [Consulta: 5 novembre 2011].
- Broad, William J. «In Weak Rivets, a Possible Key to Titanic's Doom». The New York Times, 15-04-2008 [Consulta: 13 març 2012].
- Ewers, Justin «The Secret of How the Titanic Sank». U.S. News & World Report, 25-09-2008 [Consulta: 11 abril 2012].

### Investigacions
- «Passenger List and Survivors of Steamship Titanic». United States Senate Inquiry, 30-07-1912. [Consulta: 5 juny 2011].
- Mersey, Lord. The Loss of the Titanic, 1912.  The Stationery Office, 1999. ISBN 978-0-11-702403-8.
- Portman, Jamie «U.K. Titanic exhibit an off-season draw». The Toronto Star, 12-11-1994.
- «Report on the Loss of the "Titanic." (s.s.)». British Wreck Commissioner's Inquiry, 30-07-1912. Arxivat de l'original el 22 agost 2014. [Consulta: 12 febrer 2012].
- «Report on the Loss of the "Titanic." (s.s.)». British Wreck Commissioner's Inquiry, Final Report (Watertight Compartments), 30-07-1912. Arxivat de l'original el 3 gener 2014. [Consulta: 14 abril 2012].
- «Report on the Loss of the "Titanic." (s.s.)». British Wreck Commissioner's Inquiry, Final Report (Description of Damage), 30-07-1912. Arxivat de l'original el 3 gener 2014. [Consulta: 14 abril 2012].